# Маркетинг
Ма́ркетинг (англ. marketing) — це діяльність для формування попиту та задоволення потреб споживачів. У широкому сенсі призначення маркетингу полягає у «визначенні та задоволенні людських і суспільних потреб».

## Опис

### Аспекти маркетингу
1. аналітичний аспект (розуміння ринків);
2. активний аспект (проникнення на ринки);
3. ідеологічний аспект.

### Концепції маркетингу
1. вдосконалення виробництва (пріоритет виробництву);
2. вдосконалення товару (пріоритет товару);
3. інтенсифікації зусиль збуту (пріоритет продажу);
4. традиційна концепція маркетингу (пріоритет потребам споживачів);
5. соціально-етичного маркетингу (пріоритет інтересам суспільства).

### Функції маркетингу
1. аналітична (вивчення ринку, споживачів, конкурентів, товарної структури ринку, аналіз внутрішнього середовища підприємства),
2. виробнича (організація виробництва нових товарів, матеріально-технічного постачання, управління якістю і конкурентноздатністю продукції),
3. збуту (організація системи руху товарів, проведення цілеспрямованої товарної політики, організація сервісу, проведення цілеспрямованої політики збуту),
4. управління та контролю (планування, інформаційне забезпечення, комунікаційне забезпечення управління маркетингом, моніторинг та аналіз).

### Дії для маркетингової діяльності
1. провадження досліджень ринку,
2. аналіз ринку,
3. сегментування ринку,
4. позиціювання товару,
5. маркетинг-мікс (маркетинговий комплекс) тощо.

Існує сотні визначень маркетингу. Одне з них наголошує на існуванні трьох вимірів у такому визначенні:
- маркетинг є філософією бізнесу,
- маркетинг є набором ефективних інструментів, які є необхідними для функціонування підприємства в умовах високої конкуренції,
- маркетинг є важливою частиною системи управління підприємством.

Маркетинг як філософія спрямовує розвиток підприємства, а інструменти маркетингу дозволяють це успішно реалізувати. Найбільший ефект досягається, якщо маркетинг працює як цілісна концепція та система управління компанією.
Інструментарій маркетингу — різноманітні інструменти впливу на ринкове середовище, які основані на знанні психології споживача та закономірностей економічних процесів.
Слово «маркетинг» походить від англ. market, що означає «ринок», «базар», «збут», «торгівля», «ціна», «курс», у США ще «продовольчий магазин», це слово співзвучне виразу англ. market getting — «оволодіння ринком».

## Історія

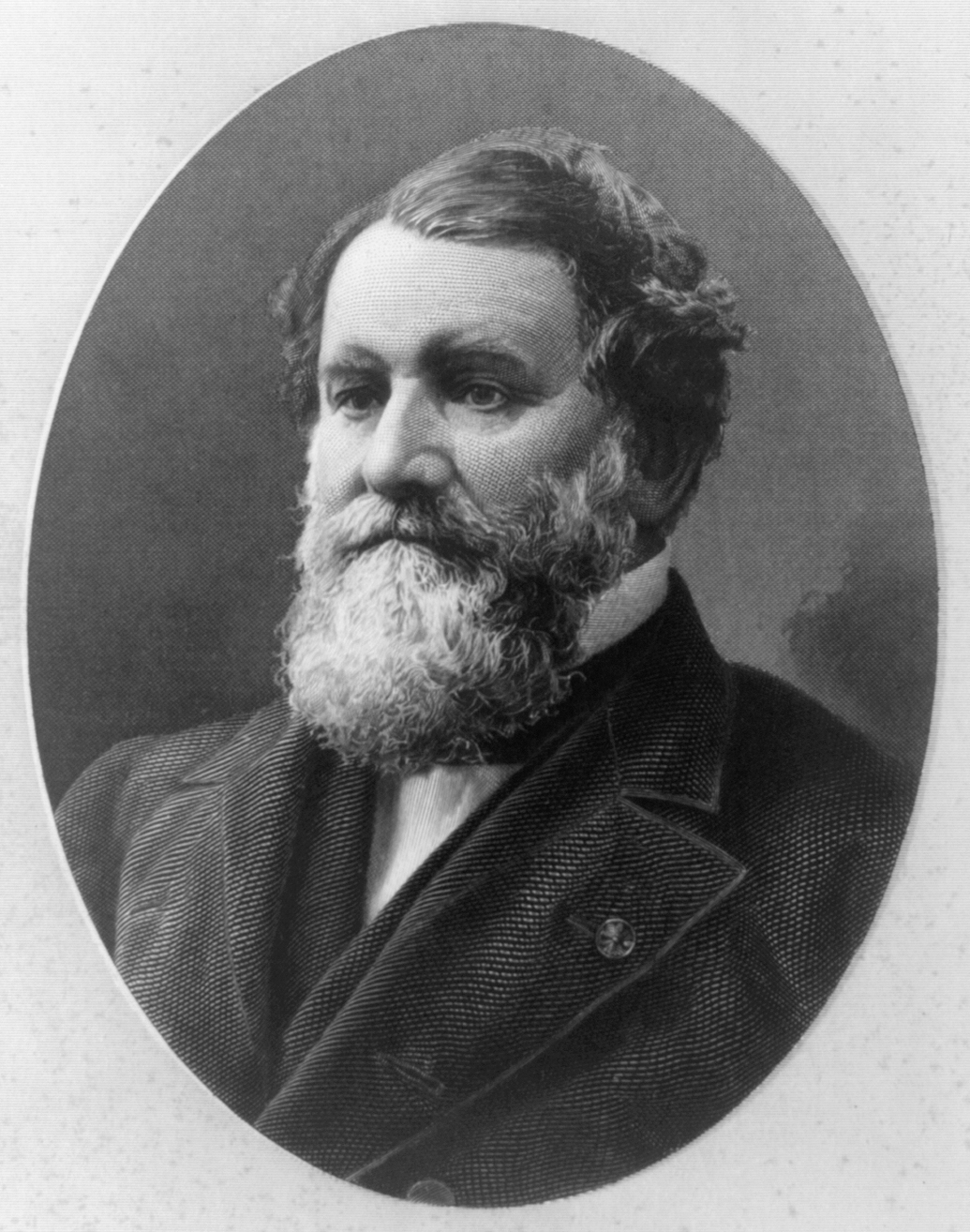
Сайрес МакКормік

Перші форми маркетингу (зокрема, цінова політики та реклама) зустрічаються на початку становлення та розвитку товарно-грошових відносин. Рекламні оголошення датовані часами Стародвнього Єгипту та держав Міжріччя.
У 1650 р. член японської торговельної фірми «Міцуї» відкриває у Токіо аналог універсального магазину, де вперше використовуються деякі з принципів маркетингу: збір інформації про попит та пропозицію товарів, попереднє замовлення на популярні товари, гарантійний термін повернення товару, реклама тощо.
Теоретичні основи маркетингу як самостійної науки створені американцем Сайресом МакКорміком (англ. Cyrus Hall McCormick, 1809–1844 рр., в історії він більше відомий як конструктор першого комбайну). Маючи технічну освіту, він створив такі напрямки маркетингу, як вивчення та аналіз ринку, розробив основні засади та принципи вибору цінової політики та сервісу, що призвело до процвітання його фірми «Інтернешнл Харвестер».
Поняття маркетингу виникло у США на початку XX століття. В цей час великий американський ринок після промислової революції потребував нових підходів. Маркетинг викладається в американських університетах з 1902 р. (Пенсильванський університет). В Європі першу кафедру маркетингу відкрито 1977 р. в Цюрихському університеті. Після кризи надвиробництва (1930-ті) американські фірми починають звертатися до маркетингу. У 1960-ті маркетинг перетворився на багатофункціональний засіб вирішення довгострокових комерційних задач.

## Теорія маркетингу

### Філіп Котлер
Див. також Філіп Котлер.
Філіп Котлер (англ. Philip Kotler) вважається засновником концепції маркетингового управління (англ. marketing management), що включає насамперед сегментацію, таргетування окремих груп споживачів та позиціювання товару. Він також запропонував сучасну концепцію маркетинг-міксу та його п'яти «P» (читається — пі): продукт (англ. product), ціна (англ. price), дистрибуція (англ. place), комунікація (англ. promo) та персонал (англ. personnel) (насамперед маються на увазі працівники відділу продажу, їхня підготовка та система мотивації).
Моделі маркетингу:
1. Маркетинг 1.0 — маркетинговий підхід, який орієнтований на продукцію. Основна увага приділяється виробництву;
2. Маркетинг 2.0 — маркетинговий підхід, який орієнтований на клієнта. Основна увага приділяється запитам та потребам клієнта і вмінню їх задовольняти;
3. Маркетинг 3.0 — маркетинговий підхід, який орієнтований на людину. Розглядає споживача, як людину з активною життєвою позицією;
4. Маркетинг 4.0 — маркетинговий підхід, який розглядає клієнта, як людину, що має розум, емоції, дух. Адаптація маркетингу до шляху покупця в цифровій економіці.
5. Маркетинг 5.0 : від цифрового до мобільного. Мобільний телефон розглядається як канал комунікації.

### Сутність

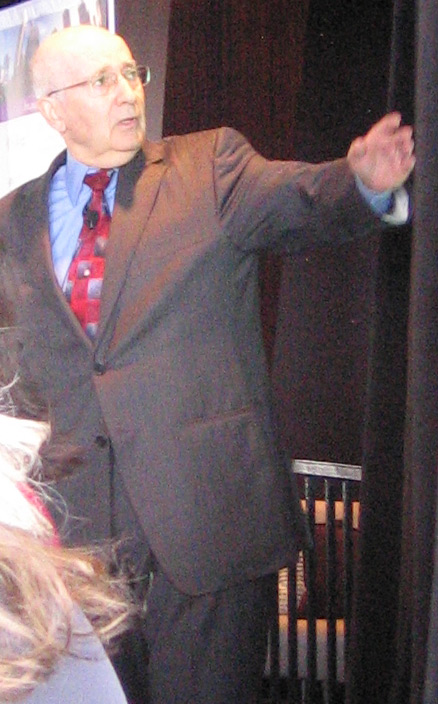
Філіп Котлер

#### Цілі та стратегія маркетингу
Маркетинг — це аналіз, втілення в життя, а також контроль за прийняттям рішень щодо комплексу маркетингу (продукт, ціна, просування, розповсюдження) для задоволення потреб клієнта та його очікувань як ключових моментів на шляху досягнення цілей і виконання завдань організації.
Стратегія маркетингу — основний спосіб досягнення маркетингових цілей, формуючи та конкретизуючи відповідну структуру комплексу маркетингу. Стратегія маркетингу показує з яким продуктом, на які ринки, з яким обсягом продукції необхідно виходити для досягнення поставлених цілей.
Для розробки маркетингової стратегії фірми необхідно послідовно реалізувати конкретні стратегічні рішення: Постановка цілей. Маркетингові цілі — це конкретні якісні та кількісні зобов'язання фірми. Для вибору прийнятної маркетингової стратегії потрібно узгодити цілі маркетингу із загальними цілями підприємства з метою запобігання протиріччям маркетингової стратегії та загальної стратегії розвитку підприємства. Вони виражаються в показниках обсягу продажу або прибутковості за певний час у вигляді умов, котрі мають бути досягнуті до цього часу. Наприклад:
- забезпечити збільшення прибутку на інвестований капітал як мінімум на 20 %;
- стати лідером у галузі промисловості;
- стати добре збалансованою диверсифікованою фірмою;
- створити спільне підприємство після відповідного аналізу ринку та особистої діяльності;

Маркетингові дослідження. В результаті їх проведення виробник отримує відповіді на питання стосовно покупців
- Хто є покупцями цієї продукції?
- Де знаходяться покупці продукції?
- Де і як покупці купують продукцію підприємства?
- В яких якостях продукції підприємства зацікавлені покупці?
- Яку кількість продукції та за якою ціною купують покупці?
- Як охарактеризувати продукцію підприємства так, щоб отримати за неї вищу ціну?
- Чи потрібно підприємству випускати іншу, нову продукцію?

Вибір цільових ринків: форми виходу на ринок, особливості маркетингового комплексу, побудова організаційної структури управління та системи контролю.
Під час розробки стратегії також необхідно належну увагу приділити
її складовим. Зокрема це позиціювання, товарна політика, цінова політика, канали розподілу, комунікаційна політика (збут та його стимулювання, обслуговування, реклама)
Позиціювання товару — це забезпечення товарові чітко відокремленого від інших товарів місця на ринку й у свідомості цільових споживачів. Складається з таких етапів:
1. Маркетингові дослідження які містять у собі дослідження сприйняття з боку потенційних покупців.
2. Встановлення мети позиціювання.
3. Розробка стратегії позиціювання(наступальна стратегія чи оборонна стратегія).
4. Розробка тактики позиціювання(споживче позиціювання, позиціювання відносно конкурентних товарів-аналогів).
5. Оцінка ефективності позиціювання.

Товарна політика — це комплекс заходів, у межах яких один чи декілька товарів використовуються як основні інструменти виробничо-збутової діяльності фірми.
Основним завданням товарної політики є створення такого товару чи послуги і таке управління ними, щоб інші елементи маркетингової діяльності або були непотрібні взагалі, або ж використовувалися мінімально як допоміжні для досягнення поставлених фірмою цілей.
Товарна політика передбачає певний курс дій товаровиробника або наявність у нього наперед обдуманих принципів поведінки. Вона покликана забезпечити прийняття рішень стосовно формування асортименту й управління ним; підтримання конкурентоспроможності товару на певному рівні; знаходження для товарів оптимальних товарних ніш (сегментів); розробка та реалізація стратегії упаковування, маркування, обслуговування товарів.
Цінова політика являє собою важливий елемент загальної стратегії підприємства, і безпосередньо входить у такий великий її розділ, як ринкова стратегія. Вона з'єднує в собі як стратегічні, так і тактичні аспекти і в найбільш загальному вигляді може бути визначена як діяльність керівництва підприємства по встановленню, підтримці і зміненню цін на продукцію, яка здійснюється в руслі загальної стратегії підприємства і спрямована на досягнення його цілей і задач. Тут необхідно відмітити роль маркетингу, який являє собою організацію роботи підприємства з орієнтацією на ринковий попит.
Стратегічні аспекти цінової політики включають договірні заходи по встановленню і зміненню цін, які спрямовані на врегулювання діяльності всієї виробничої і товаропровідної мережі підприємства, і підтримку конкурентоспроможності продукції і послуг у співвідношенні з цілями і задачами загальної стратегії фірми.

### Маркетинговий менеджмент
Маркетинговий менеджмент (англ. marketing management) — це процес, основними складовими якого є аналіз, планування, реалізація планів та контроль за здійсненням заходів, спрямованих на встановлення, зміцнення і підтримання взаємовигідних обмінів з цільовими ринками для досягнення цілей підприємства (отримання прибутку, збільшення обсягів збуту, збільшення частки ринку тощо).

## Види маркетингу

### Залежно від стану попиту
- Конверсійний маркетинг
- Стимулюючий маркетинг
- Розвиваючий маркетинг
- Ремаркетинг (Ретаргетинг)
- Синхронний маркетинг (синхромаркетинг)
- Підтримуючий маркетинг
- Протидіючий маркетинг
- Демаркетинг
- Страховий маркетинг

### Залежно від охоплення ринку
- Масовий маркетинг
- Цільовий маркетинг (концентрований)
- Диференційований маркетинг
- Індивідуальний маркетинг

### Інші
- Івент-маркетинг
- Афілійований маркетинг
- Екологічний маркетинг
- Інтернет-маркетинг

## Головні поняття
Принципи ведення бізнесу, як і принципи маркетингу, формуються на основі низки понять, як-от:
- відчуття нестачі — відчуття людиною нестачі чогось,
- потреба — відчуття нестачі, що набуло специфічної форми відповідно до культурного рівня та особистості людини,
- товар — усе, що може використовуватися для задоволення потреб людини,
- попит — потреба, підкріплена платоспроможністю споживача,
- угода — комерційний обмін цінностями між двома сторонами,
- ринок — механізм зустрічі покупця і продавця.

### Угода (продаж)
Компанія зазвичай формулює певну місію та візію (бачення) розвитку підприємства на ринку, однак насправді будь-яка компанія працює за тими самими принципами, що й її відділ продажу.
Будь-який процес продажу — це угода, стиль якої формується в рамках двох варіантів: суперництва або співробітництва.
| Параметри                        | Стратегія суперництва                                      | Стратегія співробітництва                                       |
| -------------------------------- | ---------------------------------------------------------- | --------------------------------------------------------------- |
| Головне завдання учасників угоди | Збільшення прибутку одного з учасників угоди               | Збільшення загального прибутку учасників                        |
| Обмін інформацією                | Мінімальний                                                | Максимальний                                                    |
| Мета комунікації                 | Визначення вимог, виявлення бар'єрів, намагання переконати | Взаємний обмін, створення нових альтернатив, розвиток стосунків |
| Готовність до змін               | Мінімальна готовність, жорсткі зобов'язання                | Максимальна, гнучкість, експериментальність                     |
| Природа стосунків                | Офіційна атмосфера, відчуженість, тиск на іншу сторону     | Формальна довірча атмосфера                                     |
| Головна мета                     | Перемога за будь-яку ціну                                  | Розв'язання проблем обидвох сторін                              |

Ієрархію угод (з точки зору продавця) від стилю суперництва до стилю співробітництва можна представити таким чином:
- (а) фінансово вигідні угоди →
- (б) угоди з мінімальними витратами продавця →
- (в) повторний продаж →
- (г) продаж постійним клієнтам →
- (ґ) продаж відданим клієнтам →
- (д) продаж партнерам.

Постійні споживачі вигідніші, ніж одноразові, оскільки у процесі роботи з такими споживачами у компанії формується додатковий дохід:
- базовий прибуток від продажу +
- прибуток від збільшення продажу та балансу,
- прибуток від зниження операційних витрат,
- прибуток від рекомендацій постійних клієнтів,
- прибуток за рахунок преміальної ціни.

### Ринки

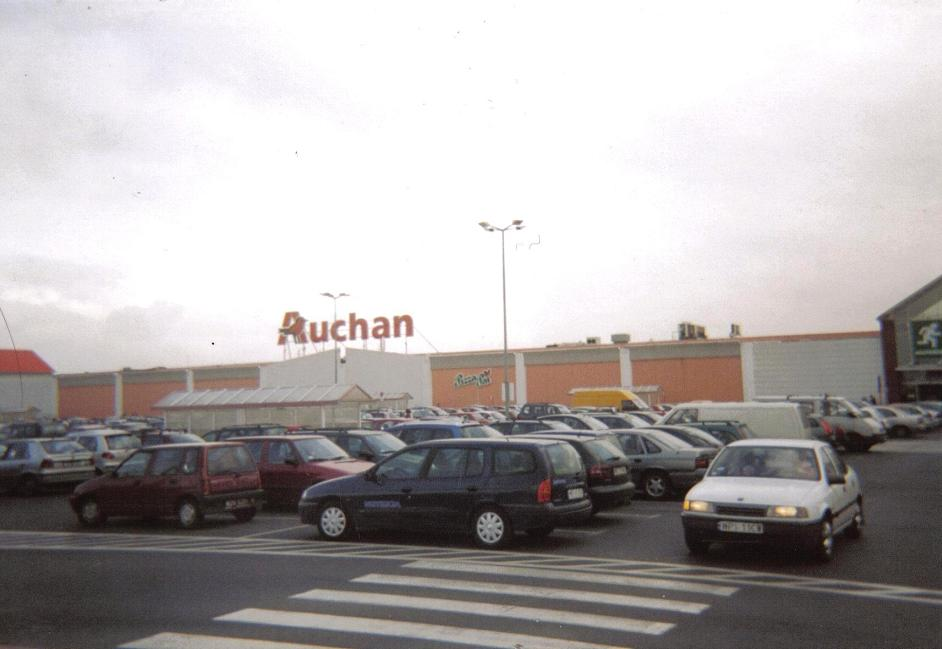
Гіпермаркет «Ашан» у Пясечно під Варшавою, Польща

- ринок продавця — ринок, на якому попит перевищує пропозицію, на цьому ринку найактивнішими є покупці (ланцюжок збуту є таким: товар → ринок),
- ринок покупця — ринок, на якому пропозиція перевищує попит, найактивнішими є продавці (ланцюжок збуту є таким: вивчення ринку → дослідні роботи для виробництва того товару, якого потребує ринок → виробництво товару → стимулювання збуту → ринок),
- перехідний ринок — ринок продавця, де наявними є деякі риси ринку покупця (ланцюжок збуту товару є таким: товар → стимулювання збуту → ринок).

Особливості сучасного ринку:
- покупців більше, ніж постачальників товарів та послуг, тому вигідніше виробляти масові товари,
- кожен окремий покупець економічно слабкіший, ніж кожен окремий постачальник товару чи послуги,
- сукупна ринкова сила групи покупців певного товару достатня, щоб забезпечити успішну роботу певного постачальника товарів чи послуг, або щоб змусити його відмовитися від свого бізнесу,
- продавці змагаються між собою за покупців,
- у конкурентній боротьбі продавці можуть опинитися під впливом покупців та змінити свою поведінку.

#### Види ринків: масовий, нішевий
- Масовий ринок (англ. mass market) — велика група споживачів якогось товару або групи товарів. Якщо маркетингова стратегія не передбачає сегментування ринку, використовуються підходи масового маркетингу, мас-маркетингу або споживчого маркетингу (англ. Mass Marketing): використання ATL, однієї теми повідомлення (англ. message) для всієї аудиторії тощо. Принципи мас-маркетингу було розроблено американським психологом Джоном Уотсоном.
- Нішевий ринок (англ. niche market) — невелика група споживачів, яка має певні характеристики; сегмент ринку. Зазвичай великі компанії не працюють на нішевих ринках, оскільки на таких ринках відсутня економія від масштабу (англ. economy of scale) (йдеться про зниження витрат у процесі збільшення обсягу виробництва та продажу товару).
- Бізнес-ринок або промисловий ринок, B2B-ринок (англ. business market, industrial market, B2B) — ринок, який включає комерційні відносини між юридичними особами.

### Маркетинг «inbound» та «outbound»
До «inbound»-маркетингу (тобто до функцій, які не направлені безпосередньо на споживача) зараховують маркетингові дослідження (ринків, споживачів, конкурентів тощо), аналіз конкурентноспроможності, цінову політику, політику позиціювання товарів та підприємства, політику управління брендом та неймінг (визначення назви товару).
До «outbound»-маркетингу (функції, які безпосередньо направлені на споживача) зараховують рекламу та промо, зв'язки з громадськістю та ЗМІ, власне продаж, стратегію та структуру customer service та задоволення споживача (англ. customer satisfaction).

### Трейд-маркетинг
Трейд-маркетинг (англ. trade marketing) — дисципліна маркетингу, яка стосується збільшення попиту на рівні оптового та роздрібного продажу, тобто маркетингової комунікації та інших заходів у мережах дистриб'юції, а не на рівні кінцевого споживача.
Стратегія трейд-маркетингу повинна супроводжуватися заходами з бренд-менеджменту (англ. brand management), оскільки для успішної роботи на рівні дистриб'юції потрібно підтримувати загальний попит. Саме споживач є тією особою, який обирає конкретний товар у роздрібному продажу, і для того, щоб гарантувати вибір якогось конкретного товару, потрібно комунікувати його переваги на кількох рівнях. Трейд-маркетинг може включати, серед іншого, пропозицію різноманітних матеріальних та нематеріальних вигод роздрібним продавцям. У цьому випадку важливою є концепція спільної роботи функцій маркетингу та продажу (англ. alignment of sales and marketing).
Трейд-маркетинг звертає увагу насамперед на 4 «основи»:
- Дистриб'юція (англ. distribution)
- Мерчандайзинг (англ. display)
- Стимулювання збуту (англ. sales promotion)
- Ціна (англ. price).

Маркетинг за видами товарів і послуг (нетоварний маркетинг) — дослідження дрібних деталей і особливостей організації ефективного продажу і забезпечення прибутковості підприємницької діяльності підприємств різного профілю залежно від властивостей продукції, що випускається, здійснюваних видів робіт чи наданих клієнтам послуг.

### Сегментування ринку
Сегментування ринку (англ. market segmentation) — процес знаходження однорідних груп споживачів для пропозиції товарів та послуг, які задовольняють їхні потреби. Сегмент ринку утворюють споживачі, які однаково реагують на той самий набір спонукальних (причинних) стимулів маркетингу.
Основою сегментації ринку є типологічне групування споживачів за певними чітко вираженими ознаками. Сегментації ринку зазвичай передує маркетингове дослідження, метою якого є виявлення типу і структури ринку конкретного товару, знаходження ознак, відповідно до яких провадитиметься сегментація споживачів. Особливого значення набуває визначення привабливості сегмента для збуту товару, його потенційна місткість, обґрунтування вибору даного сегменту. Сегментація ринку — це дуалістичний процес; з одного боку, це функція маркетинг-менеджменту, а з іншого — суто статистичний процес, функція маркетингового дослідження.
Цільовий маркетинг (сегментаційна стратегія маркетингу) потребує проведення трьох основних заходів: сегментації ринку, вибору цільових сегментів ринку та позиціювання товару на ринку.
Позиціювання товару — це забезпечення товару конкурентного положення на ринку та розробка детального комплексу маркетингу.

### Сегментація ринку
Застосування концепції ринкової сегментації дозволяє підприємству (фірмі) досягти максимальної результативності маркетингової діяльності шляхом використання своїх сильних сторін з урахуванням реальних умов на ринку. Сегментація — це поділ усього ринку на окремі частини (сегменти), кожен з яких охоплює більш або менш однорідні групи потенційних покупців з приблизно однаковими споживчими перевагами і стереотипом поведінки. Мета сегментації — максимальне проникнення підприємства на ці сегменти ринку замість того, щоб розпилювати зусилля всьому ринку. Політика сегментації ринку передбачає виділення окремих частин (сегментів) ринку, що відрізняється один від одного характеристиками попиту на товари та послуги і реакцією на маркетингові дії.
Значення політики сегментації полягає в тому, що:
- використання нового способу сегментації ринку для продукції підприємства дозволяє уникнути гострої конкуренції;
- сегментація може бути ефективним способом «омолоджування» продукції, що вступила у фазу зниження попиту, або надання її нового імпульсу попиту на ринку;
- може дати можливість відносно невеликого підприємства втримувати свої позиції в галузі або виробництві, де її доводиться конкурувати з великими підприємствами.

Розрізняють 3 рівні сегментації:
1. стратегічна сегментація (макросегментація);
2. продуктова (товарна) сегментація (мікросегментація);
3. конкурентна сегментація (знаходження ринкової ніші).

Стратегічна сегментація передбачає визначення базового ринку, на якому підприємство збирається діяти, тобто виділення стратегічних зон господарювання (СЗГ) на корпоративному рівні.
Стратегічна сегментація доцільна для формування бізнес-напрямів, які дають підприємству можливості найповнішого економічного, технологічного і стратегічного зростання. Отже, макросегментація базується здебільше на загальних характеристиках і забезпечує ідентифікацію ринків товарів.
Мікросегментація — це виявлення всередині ідентифікованого ринку товарів ринкових сегментів. Вона базується на врахуванні різноманітності потреб потенційних покупців, зумовлених відмінностям їхніх споживчих переваг і намірів.
Основою конкурентної сегментації є визначення ринкової ніші, не зайнятої конкурентами.
У процесі сегментування виявляються окремі частини ринку, якими виробники нехтують, а споживачі, котрі становлять ці сегменти, задовольняють свої потреби, не забезпечуючи повністю реалізацію своїх бажань і переваг. Такі частини ринку називають ринковим вікном.
Ринкові сегменти, в яких підприємство забезпечило собі стабільне становище на довгострокову перспективу, незважаючи на зусилля конкурентів, називається ринковою нішею, яка є основним джерелом прибутків і гарантій стабільності становища підприємства.
Існує два підходи до формування ринкової ніші: — по вертикалі — полягає в пошуку шляхів реалізації групи або окремо функціонально близьких товарів по різних групах споживачів; — по горизонталі — полягає в пошуку шляхів реалізації товарів і послуг, які є функціонально незалежними між собою, для задоволення різноманітних потреб споживачів.
Розрізняють такі методи сегментації ринку:
1. сегментація за вигодами;
2. побудова мережі сегментації;
3. сегментація на основі багатомірної класифікації;
4. сегментація на основі угрупувань;
5. сегментація на основі функціональних карт.

Метод сегментації за вигодами базується на відмінностях у системі цінностей споживачів і оснований на побудові моделі поведінки споживачів.
Метод побудови мережі сегментації базується на використанні комбінації різних ознак сегментації. Цей метод використовують на рівні макросегментації для виділення базових ринків.
Метод багатомірної класифікації дозволяє поділити споживачів на типологічні групи за параметрами споживчої поведінки. Суть цього методу полягає в одночасній багатомірній класифікації ознак споживчої поведінки.
Метод угрупувань полягає в послідовному розподілі сукупності об'єктів на групи за найбільш значущими ознаками сегментації. При цьому одна з ознак виступає як системоутворювальна. Потім формують підгрупи, в яких значущість цієї ознаки значно вища, ніж в усій сукупності потенційних споживачів товару.
Метод складання функціональних карт. Цей метод оснований на проведенні своєрідної подвійної сегментації. Такі карти можуть бути: — одно факторними (при сегментації за одним чинником і для однорідної групи товарів); — багатофакторними(при аналізі того, для яких груп споживачів призначено конкретну модель товару і які її параметри найважливіші для його просування на ринку).

### Маркетинг-мікс («чотири P»): продукт, ціна, комунікація, дистриб'юція

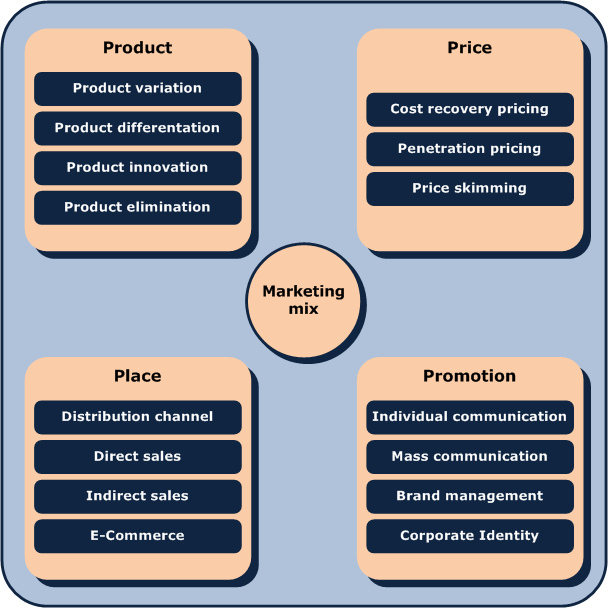
Маркетинг-мікс

Див. також Маркетинг-мікс.
Маркетинг-мікс (англ. marketing mix) — комплекс заходів, які визначають позиціювання продукту на ринку. Зазвичай маркетинг-мікс складається з «чотирьох P»: продукту, ціни, комунікації (англ. promo) та системи просування товару (або системи дистриб'юції).
У 1948 р. Джеймс Каллітон (англ. James Culliton) ствердив, що маркетингові рішення повинні бути результатом певного рецепта. У 1953 р. президент Американської асоціації маркетингу (англ. American Marketing Association) Нейл Борден (англ. Neil Borden) в одному зі звернень назвав такий рецепт «маркетинг-міксом». У 1960 р. відомий маркетолог Джером МакКарті (англ. E. Jerome McCarthy) запропонував класичне визначення маркетинг-міксу з «чотирма P».

### «Сім P»: продукт, ціна, комунікація, дистриб'юція, люди, процеси, фізична наявність
На відміну від традиційної моделі маркетинг-міксу, яка включає чотири компоненти («чотири P» — продукт, ціну, комунікацію та дистриб'юцію), за Блумзом та Бітнером (англ. Blooms and Bitner) розширена модель маркетинг-міксу — вона використовується насамперед для сфери послуг — включає додаткові компоненти:
- людей (англ. people) — усіх осіб, які безпосередньо або опосередковано причетні до споживання послуг: споживачів, працівників відповідної компанії, керівництво компанії тощо;
- процеси (англ. process) — процедури та процеси, які визначають споживання послуг (англ. customer management processes);
- фізичну наявність (англ. physical evidence) — визначає здатність надати послугу, а також визначає середовище, у якому послуга надається.

### Товар: продукція та послуги
У маркетингу товаром (англ. product, у роздрібній торгівлі — merchandise, сировина — commodity) є будь-що, що може бути запропоноване на ринку, що може задовольнити потреби споживачів.
Товари можуть бути:
- повсякденного попиту (частого користування з мінімальними зусиллями);
- попереднього вибору (порівняння у процесі вибору і придбання за показниками придатності, якості, ціни, упаковки);
- особливого попиту (товари з унікальними характеристиками, окремі марочні вироби);
- пасивного попиту (їх характеризує відсутність знань про товар).

Товар, відчутний на дотик, є продуктом.
Послуга (англ. service) — будь-яка діяльність або благо, яку одна сторона може запропонувати іншій (послуги перукаря, юриста, працівника банку тощо). Розрізняють чотири особливості послуг: невідчутність, неподільність, мінливість, недовговічність. Послуга, як і продукт, є різновидом товару.
Останнім часом поняття товару було розширене. Окрім товарів і послуг, воно включає об'єкти, які мають ринкову вартість: організації, особи, місця та ідеї.

### Товар: упаковка,торговельна марка
Това́р — усе, що може задовольнити потребу та пропонується на ринку для привернення уваги, придбання, використання або споживання. Це можуть бути фізичні об'єкти, послуги, особи, місця, організації та ідеї
Товари поділяють на групи за критеріями:
- сфера використання (товари споживчого попиту, товари виробничого призначення);
- тривалість використання (товари короткочасного використання, товари тривалого використання);
- матеріальність (товари і послуги).

Товари споживчого попиту (товари широкого вжитку) — товари, які купують кінцеві споживачі для особистого використання.
Упако́вка (або пакува́ння, англ. packaging) — процес розробки та виробництва жорсткої або м'якої оболонки для товару. Упаковка може бути первісною — безпосередньо вміщувати товар (тюбик з зубною пастою), та вторинною — упаковка, в якій міститься первісно упакований товар, наприклад, картонна коробка з тюбиком зубної пасти. Для зберігання, ідентифікації та транспортування товару необхідна транспортна упаковка. Це може бути картонний ящик, у якому упаковано декілька десятків тюбиків зубної пасти. Частиною упаковки є маркування — друкована інформація, яку наносять на упаковку або вкладають до неї.
Новаторство в упаковці може надати компанії перевагу перед конкурентами. Наприклад, «Tide» завоював 10 % ринку пральних порошків завдяки популярності своєї упаковки з порційним носиком.
Основні функції упаковки:
- збереження товару від псування та ушкоджень;
- створення оптимальних для продажу одиниць товару (об'єм, вага);
- створення раціональних одиниць для транспортування, складування, навантаження товарів;
- привернення уваги покупців і позиціювання товару;
- надання інформації про товар і реклама.

Торго́ва ма́рка — назва, термін, символ, дизайн або комбінація цих складників; використовується для ідентифікації товарів або послуг, які пропонуються продавцем або групою продавців, а також для встановлення їхніх відмінностей від товарів і послуг конкурентів.
Покупці, які купують товар однієї й тієї самої марки, знають: щоразу вони отримують одну й ту саму якість. Використання марок надає деякі переваги й продавцям. Марочна назва стає основою подальшої розробки змістовних значень і асоціацій, пов'язаних з певною торговою маркою. Торгова марка і товарний знак продавця забезпечують юридичний захист унікальних властивостей товару, які в іншому разі могли б скопіювати конкуренти. Використання марок також допомагає постачальнику сегментувати ринок.
Потужна марка має солідний капітал марки. Величина капіталу марки визначається рівнем марочної прихильності, іменної поінформованості, сприйняття якості, сильних марочних асоціацій та інших активів, таких як патенти, торгові знаки та взаємини між маркетинговими каналами.
Марка, яка має сильний власний капітал, є цінним активом, її можна купити або продати за певну ціну: наприклад, за деякими розрахунками, капітал марки Marlboro дорівнює 45 млрд доларів США, Coca-Cola — 43 млрд доларів США, IBM — 18 млрд доларів США.

### Комунікація, комплекс просування
Комунікація в маркетингу (англ. promo) є одним з чотирьох елементів маркетинг-міксу

### Стимулювання збуту (промо)
Стимулювання збуту або стимулювання продажу, промо, промоція, сейлз-промо (англ. consumer sales promo та trade sales promo) — заходи для стимулювання збуту товарів, що їх направлено на споживачів або на роздрібну торгівлю.

### Приклади стимулювання споживачів

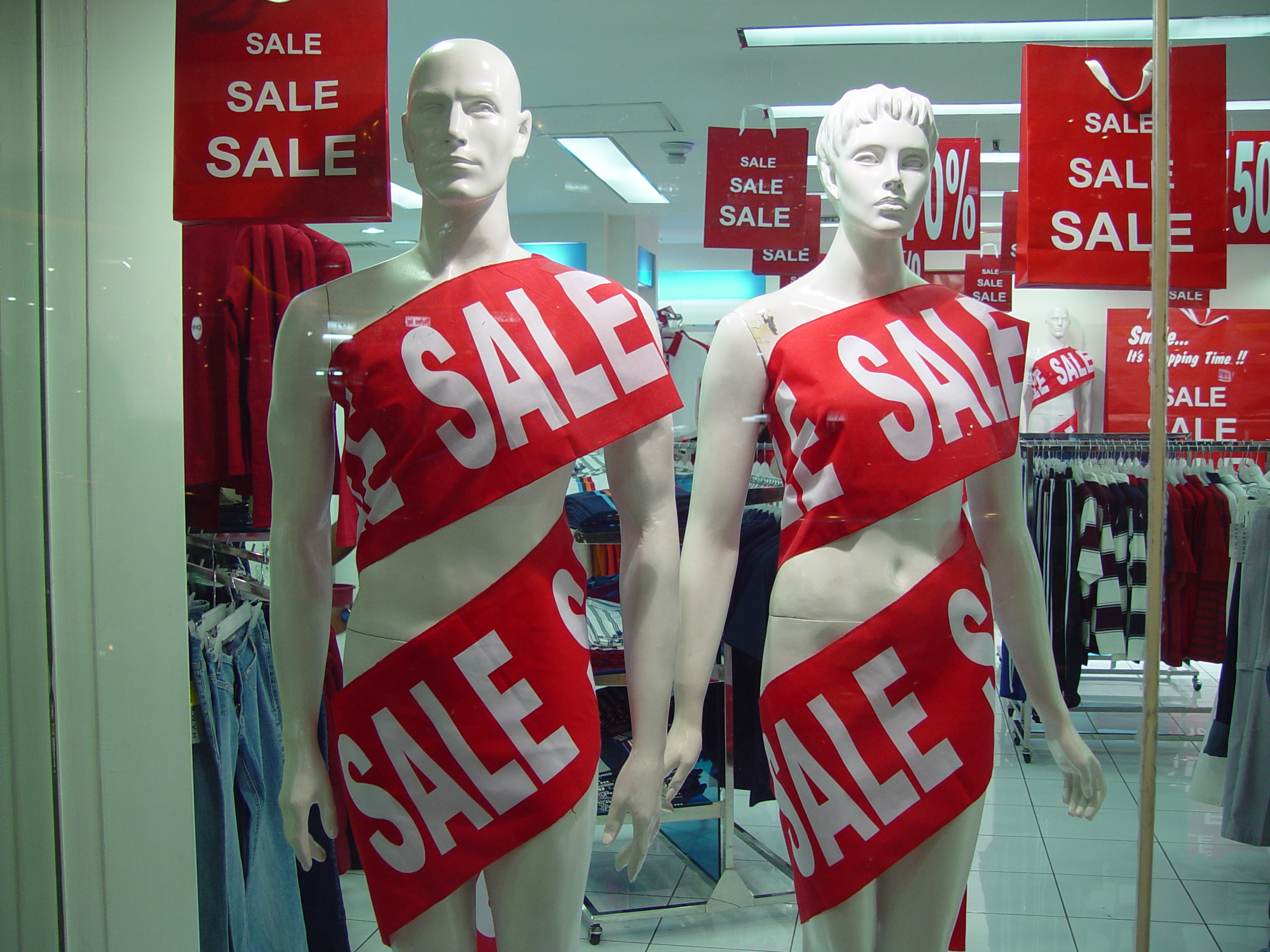
Розпродаж у Джакарті, Індонезія

- Тимчасові знижки (англ. price deal або sales): зниження цін протягом певного часу, як-от «щасливі години» (англ. happy hours);
- Часткове зниження ціни (англ. cents-off deal): пропозиція певного товару за ціною, що відрізняється від звичайної, на пр., −20 % від стандартної ціни;
- Нестандартна упаковка (англ. price-pack deal): пропозиція більшої кількості товару за ціною стандартної упаковки;
- Програми лояльності (англ. loyal reward program): заохочення споживачів збирати бали або милі для додаткових покупок (на пр., програма лояльності Pepsi Stuff, що дозволяє витрачати зібрані бали для завантаження аудіо треків в інтернеті[13], або програма AAdvantage компанії «Америкен Ерлайнз»[14]);
- Купони (англ. coupons);
- Рекламний проспект у пресі (англ. free-standing insert або FSI): проспект, який вкладається у друковане видання, але не приєднується до нього;
- Купони на полиці (англ. on-shelf couponing): купони, які можна знайти на полиці магазину поряд з товаром, який рекламується;
- Мобільний купон (англ. mobile couponing): купон, зміст якого можна продивитися на екрані мобільного телефону (він показується продавцю товару для отримання відповідної знижки);
- Купон на шийці пляшки (англ. necker);
- Зміна ціни популярного товару (англ. loss leader): тимчасова зміна ціни на популярний товар для стимулювання продажу інших товарів;
- Інтерактивна промо-гра онлайн (англ. online interactive promotion game);
- Повернення частини вартості товару (англ. rebates): споживач отримує частину грошей назад, якщо він надсилає чек або бар-код товару виробникові;
- Ігри, лотереї, конкурси (англ. contests, sweepstakes, games): покупець автоматично включається у розіграш при покупці певного товару;
- Інформація про товар у пункті продажу (англ. point-of-sale display);
- Індикатор наявності товару, що його встановлюють у проході між полицями магазину (англ. aisle interrupter);
- Рекламна картинка, яка починає хитатися, коли покупець проходить повз неї (англ. dangler);
- Маленька рекламна картинка на довгій, часто прозорій ніжці, хисткість якої привертає увагу покупця до певного товару на полиці (англ. wobbler або wabbler);
- Кошик для експонування товару навалом (англ. dump bin);
- Підставка, яка піднімає товар над іншими сусідніми товарами (англ. glorifier);
- Дошка, на якій певне повідомлення написано «від руки» (олівцем, крейдою тощо) (англ. lipstick board);
- Інформаційний бюлетень (англ. YES unit або your extra salesperson pull-out fact sheet).

### Стимулювання збуту на рівні роздрібної торгівлі
- Стимулювання мережі роздрібної торгівлі для закупівлі більшої кількості товару на склад (англ. trade allowances);
- Стимулювання мережі роздрібної торгівлі для закупівлі товару та виставленні його для продажу (англ. dealer loader);
- Конкурс-відзнака (англ. trade contest) — конкурс для відзначення найкращих продавців (хто продав найбільшу кількість товару);
- Матеріали для позначення товару в пункті продажу (англ. point-of-purchase displays);
- Навчальні програми (англ. training programs), коли співробітники дистриб'юторської мережі вчаться продавати товар;
- Додаткова комісія, яка виплачується співробітникам дистриб'юторської мережі напряму (англ. push money або spiffs);
- Торговельні знижки (англ. trade discounts або functional discounts) — додаткові платежі дистриб'юторській мережі для того, щоб нею виконувалися певні додаткові функції.

### Дистриб'юція, прямі та непрямі канали, гуртова торгівля, роздрібна торгівля
Див. також Дистрибуція (логістика).
Кана́ли дистриб'ю́ції (або дистрибу́ції) чи кана́ли розпо́ділу — торговельні мережі, що переміщують товари (продукти та послуги) від виробників до споживачів.
До ключових функцій каналів розподілу належать:
- Інформація — збирання і представлення результатів маркетингових досліджень і інформації щодо макро- і мікросередовища маркетингу.
- Просування — створення і розповсюдження в рекламних цілях переконливої інформації щодо пропозиції.
- Контакт — знаходження потенційних покупців і встановлення з ними відповідних відносин.
- Адаптація — формування і пристосування пропозиції до потреб споживачів, включаючи такі дії, як сортування, збирання, монтаж, пакування, маркування тощо.
- Переговори — провадження переговорів щодо ціни та інших пунктів пропозиції для того, щоб передати право власності або право володіння.
- Фізичний розподіл — транспортування і зберігання товарів.
- Фінансування — купівля товарів і використання фондів на покриття витрат і забезпечення роботи каналу.

Перші п'ять функцій допомагають укладати угоди, останні три — виконувати укладені угоди.
Канали розподілу бувають прямими та непрямими. Прямі канали пов'язані з переміщенням товарів і послуг без участі посередницьких організацій, вони забезпечують доступ до кінцевого споживача, що дає такі вагомі переваги, як можливість збирання маркетингової інформації та прямий вплив на споживачів.
Непрямі канали пов'язані з переміщенням товарів і послуг спочатку від виробника до учасника-посередника, а потім від нього — до споживача. Такі канали звичайно створюють компанії, що для збільшення своїх ринків та обсягів збуту згодні відмовитися від багатьох збутових функцій і витрат і, відповідно, від певного контролю над збутом, а також готові послабити контакти зі споживачем.
Функціями роздрібної торгівлі є:
- Забезпечення певного асортименту товарів і послуг (середній супермаркет пропонує приблизно 15 тис. найменувань товарів більш як від 500 виробників).
- Дроблення партій товару, що надходять у роздрібну торговельну мережу.
- Зберігання запасів.
- Забезпечення сервісу (послуги споживачам, які полегшують процес купівлі і використання товарів).
- Збільшення цінності товарів і послуг (пропонуючи певний товарний асортимент, розбиваючи великі партії на дрібніші, зберігаючи запаси і надаючи послуги, роздрібні торгівці збільшують цінність товарів і послуг для споживачів).

### B2C-маркетинг / B2B-маркетинг (вкл. account-based marketing)

#### B2B-маркетинг
Див. статтю Бізнес-маркетинг.
B2B-маркетинг (англ. B2B marketing або business-to-business marketing), бізнес-маркетинг (англ. business marketing) або промисловий маркетинг (англ. industrial marketing) — комплекс маркетингу, що здійснюється юридичними особами чи організаціями, включаючи комерційні підприємства та установи, для сприяння продажу своїх товарів або послуг іншим компаніям та організаціям, які, в свою чергу, можуть перепродати їх, використати їх як компоненти для продуктів або послуг, що їх пропонують наступним юридичним особам.
Хоча бізнес-маркетинг як дисципліна маркетингу відомий з кінця XIX ст., Девід Ліхтентал (англ. J. David Lichtenthal) вказує на те, що теорія бізнес-маркетингу оформилася в 80-х роках XX ст. Відомими періодичними професійними виданнями з бізнес-маркетингу є «Journal of Business-to-Business Marketing» та «Journal of Business & Industrial Marketing».

### Ефективність маркетингу
Див. статтю Ефективність маркетингу.
Ефекти́вність ма́рке́тингу (англ. marketing effectiveness) — показник того, наскільки оптимальними є маркетингові заходи у тому, що стосується зменшення витрат та досягнення результатів у короткостроковій та довгостроковій перспективі. Ефективність маркетингу пов'язана з показником рентабельності маркетингових інвестицій (англ. marketing ROI, return on marketing investment, скорочено ROMI).
Ефективність маркетингу залежить від 5 факторів:
- розробки та впровадження відповідної маркетингової стратегії (англ. Marketing Strategy) з особливим наголосом на позиціюванні товарів;
- розробки ефективнішого креативу (англ. Marketing Creative, напр., зміна креативу у компанії «American Family Life Assurance Company of Columbus» призвела до збільшення темпів зростання з 12 % до 28 %);
- виконання маркетингової стратегії та тактичних заходів (англ. Marketing Execution);
- ефективного управління зовнішніми агенціями, мотивації, координації маркетингових заходів (англ. Marketing Infrastructure або Marketing Management);
- зовнішніх факторів (англ. Exogenous Factors) — сезонності, регуляторних органів тощо.

З точки зору короткострокових результатів ефективність маркетингу вимірюється показниками, пов'язаними з доходом. З довгострокової перспективи ефективність маркетингу вимірюється індикаторами, пов'язаними з брендом:
- відданість / лояльність бренду (англ. brand loyalty),
- знання бренду (англ. awareness),
- асоціації, пов'язані з брендом (англ. association або brand image),
- сприйняття (розуміння) бренду (англ. perception of quality).

Оскільки бренд є нематеріальним активом, ефективність маркетингу може також вимірюватися у фінансових показниках, якими оцінюється бренд.

### Маркетингове дослідження
Маркетингове дослідження — систематичне комплексне дослідження ринку, торгової кон'юнктури з характеристикою співвідношення попиту і пропозиції, зміни рівня цін, стану задоволення попиту населення; зміни купівельної спроможності і купівельних намірів споживачів з оцінкою перспектив розвитку ринку і прогнозом його ємності відповідно до завдань фірми, розробкою необхідної стратегії її розвитку і рекомендацій щодо реалізації її планів, підвищення конкурентоспроможності товарів, які найповніше відповідали б попиту різних груп покупців, пропозицій, спрямованих на стимулювання збуту, пошук ринків, рекламних заходів, ціноутворення тощо.

#### Види маркетингових досліджень
Усі маркетингові дослідження поділяються на кілька груп:
- за цільовою аудиторією: B2C та B2B;
- за місцем проведення: центральні локації, домашні інтерв'ю, інтерв'ю за місцем роботи;
- за способом отримання даних: PAPI (особисті інтерв'ю «тет-а-тет»), CAPI (особисті інтерв'ю за допомоги комп'ютера), CATI (телефонні інтерв'ю за допомоги комп'ютера), дослідження on-line;
- за джерелом: первинні (якісні, кількісні, «містері-шопер» або «таємничий покупець») та вторинні.

Найчастіше дослідження поділяють на якісні та кількісні.
Серед методик кількісних досліджень реклами можна назвати такі:
- Творчі розробки:
  - Next*Idea — тестування ідеї або концепції рекламної кампанії, представленої у формі графічного відеоряду (послідовного набору графічних зображень, аніматика),
- Рекламні пре-тести:
  - Next*TV — тестування робочої версії рекламного ролика в домашніх умовах,
  - Next*Print — тестування друкованої реклами,
  - Next*Kids — тестування реклами, орієнтованої на дитячу аудиторію,
- Оцінка ефективності рекламної кампанії на ринку:
  - Ad*Graph — безперервне чи періодичне відстеження ефективності рекламної кампанії та динаміки положення марки на ринку Для реклами на телебаченні та у кіно (STC), зовнішньої реклами (BAF), друкованої реклами (SIP), реклами на радіо (SIR),
- Оцінка «капіталу» марки
  - Equity*Builder — інструмент діагностики поточного положення марки на ринку.

Серед методик якісних досліджень можна назвати такі:
- Idea Generation — комплекс технік брейнстормингу, які використовуються при виведенні нових марок на ринок для розробки їхнього позиціювання (для розуміння глибинних образів, інсайтів та мотивів);
- Sequential Recycling Lab — методика, яка допомагає визначити елементи, що вимагають змін у концепції;
- Brand Sight Gallery — методика для визначення ставлення споживачів до брендів, особливо для визначення емоційного ставлення до бренду;
- Universal Needs — методика для виявлення найбільш значимих універсальних потреб, пов'язаних з маркою;
- Screen Lab — методика для отримання достовірних оцінок матеріалу, що тестується (роликів, сторі-бордів, концепцій);
- Brand Navigation — методика для розуміння цінностей марки.

Слід зазначити, що кожна з великих маркетингових компаній розробила власні методики досліджень.

### Стандарти маркетингових досліджень
Головними міжнародними стандартами маркетингових досліджень вважаються стандарти ESOMAR і Gallup International Association, а також стандартів якості маркетингових досліджень Української асоціації маркетингу.

### Компанії, які провадять маркетингові дослідження
У 2007 р. найбільшими компаніями з дослідження ринку у світі були:
| №  | Компанія              | Країна          | Продаж (2007, $ млн) |
| -- | --------------------- | --------------- | -------------------- |
| 1  | The Nielsen Company   | США             | 4220,0               |
| 2  | IMS Health            | США             | 2192,6               |
| 3  | Taylor Nelson Sofres  | Велика Британія | 2137,2               |
| 4  | GfK Group             | Німеччина       | 1603,0               |
| 5  | Kantar Group          | Велика Британія | 1551,4               |
| 6  | Ipsos                 | Франція         | 1270,3               |
| 7  | Synovate              | Велика Британія | 867,0                |
| 8  | Information Resources | США             | 702,0                |
| 9  | Westat                | США             | 467,8                |
| 10 | Arbitron              | США             | 352,1                |

### Концентрація ринку, ринкова доля компанії
Також див. статтю Індекс Херфіндаля-Хіршмана.
Концентра́ція ри́нку (англ. market dominance) визначається індексом Херфіндаля-Хіршмана (англ. Herfindahl-Hirschman Index або HHI), який розраховується за такою формулою:
{\displaystyle H=\sum _{i=1}^{N}s_{i}^{2}}
де {\displaystyle s_{i}} — ринкова доля компанії {\displaystyle i}, а {\displaystyle N} — кількість усіх компаній. Таким чином на ринку, де працюють 2 компанії, і кожна з яких має однакову ринкову долю у 50 %, індекс Херфіндаля-Хіршмана дорівнюватиме {\displaystyle 0.50^{2}+0.50^{2}=1/2}.
Цей індекс може мати значення від 0 до 10.000 (або від 0 до 1,000). Він являє собою суму квадратів ринкових часток усіх компаній певної галузі, причому більше значення індексу означатиме більш концентрований ринок (отже менше конкуренції та більше ризиків для клієнтів). Державний департамент юстиції США визначає ступінь концентрованості ринку таким чином:
- індекс має значення нижче 0,1 (або 1.000) — незначна концентрація ринку,
- індекс має значення від 0,1 до 0,18 (або від 1.000 до 1.800) — середня концентрація ринку,
- індекс має значення вище 0,18 (або 1.800) — висока концентрація ринку.

У США будь-яке злиття компаній, яке підвищує індекс Херфіндаля-Хіршмана на 0,1 пункт (або 100 пунктів) на ринку середньої концентрації (і на 0,05 / 50 пунктів на ринку з високою концентрацією), автоматично призводить до застосування до цього випадку антимонопольного законодавства.

### Управління товаром
Управління товаром (англ. Product management) — функція маркетингу, яка займається плануванням та маркетинговою стратегією певного товару на всіх етапах життєвого циклу товару (англ. product lifecycle).
Управління товарів (внутрішня функція компанії) та маркетинг товару (англ. product marketing, зовнішня функція) доповнюють одне одного. Метою обох функцій є забезпечення максимального виторгу (англ. sales revenues), збільшення частки ринку (англ. market share) і прибутку (англ. profit margins). Управління товаром включає як стратегічні, так і тактичні завдання, має на меті структурну оптимізацію роботи компанії та робить наголос насамперед на розробці нових товарів.
Саме нові товари, які краще задовільняють потреби споживача і є краще позиційованими на ринку, є найголовнішим фактором комерційного успіху товару та його рентабельності.

### Орієнтованість на споживача
Орієнтованість на споживача (англ. customer centricity) визначає стратегію маркетингової функції компанії, коли пріоритет надається насамперед потребам споживача та звертається увага на моделі поведінки споживача, а не на чинники, напряму пов'язаним з внутрішніми завданнями та процесами компанії (напр., прибуток у короткостроковій перспективі).
Організаційна структура маркетингу з орієнтацією на покупця (групу покупців) базується на проведенні маркетингової діяльності і маркетингових заходів, які різняться за цільовими групами покупців.
- Стратегію маркетингу розробляють для кожної групи покупців.
- Для роботи з кожною групою покупців призначають керівника.
- Таку структуру можна застосовувати у разі неоднорідного попиту (постійний контакт з покупцями, обслуговування цільових груп покупців, знання звичок і прихильностей покупців тощо).

Повна цінність споживача — величина, на яку прибутки від конкретного споживача протягом усього часу, поки він залишався клієнтом компанії, перевищать витрати на залучення, продаж і обслуговування цього споживача.

## Комунікація

### Маркетингова комунікація
Див. статтю Маркетингова комунікація.

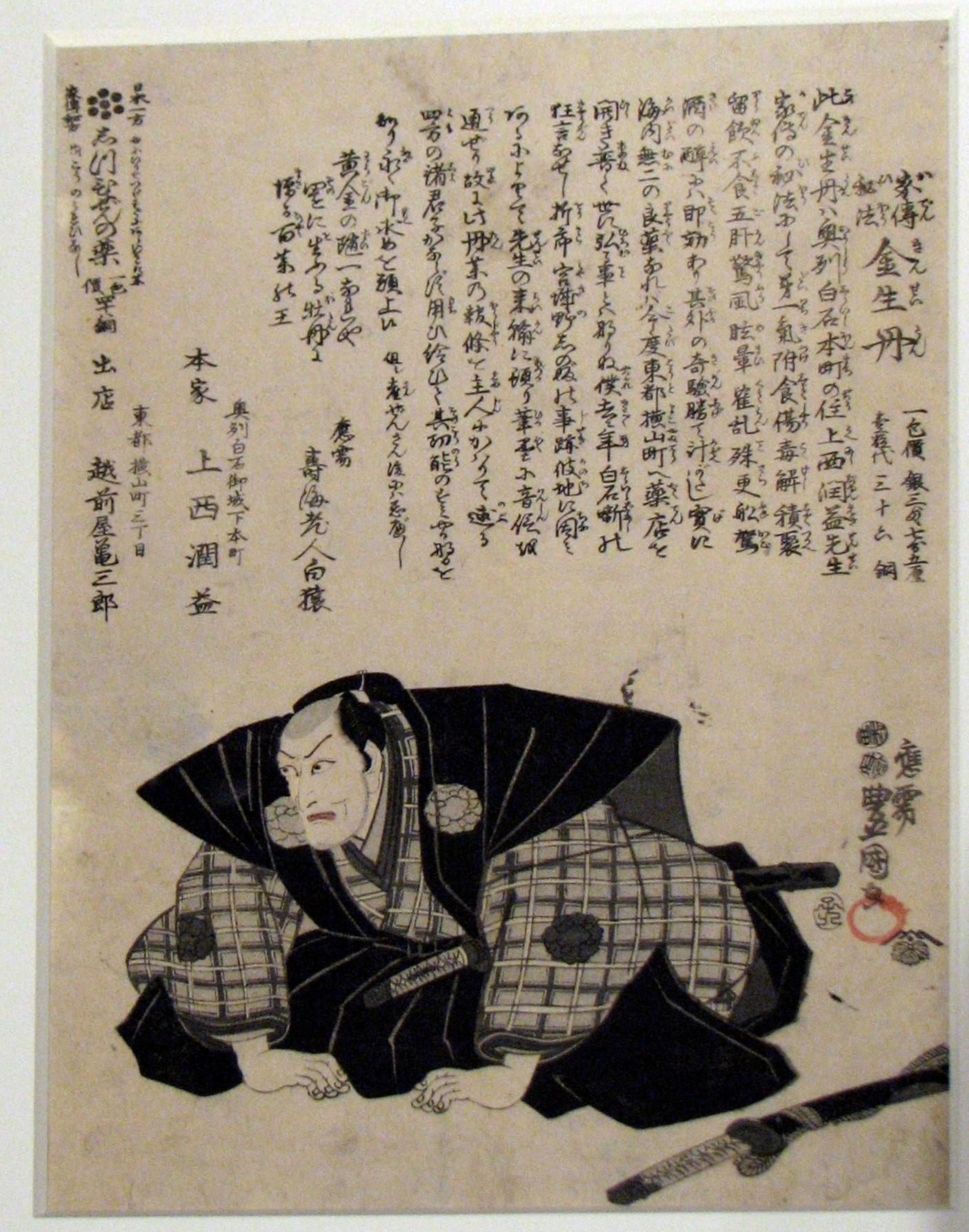
Флаєр з рекламою традиційних японських ліків, 1806

Маркетингова комунікація (англ. marketing communications або marcom, у класичній теорії «чотирьох P» — promo) — певні маркетингові повідомлення (англ. message), які за посередництвом рекламних засобів (англ. media supports) доводяться до ринку. Функція маркому зазвичай об'єднує:
- розвиток бренду (англ. branding, включаючи графічний дизайн, пакеджинг),
- медіа планування (включаючи рекламні заходи),
- медіа-баїнг (англ. media buying),
- промо-акції (англ. sales promotion) та організацію масових заходів (англ. event),
- спонсорство (англ. sponsorship),
- прямий маркетинг або директ-маркетинг (англ. direct marketing),
- іноді зв'язки з громадськістю (англ. PR),
- іноді онлайн-маркетинг.

Спеціалісти, які очолюють відділ маркому, називаються менеджерами з маркетингових комунікацій (англ. marketing communicators, marketing communication managers або marcom managers).
Традиційно спеціалісти з маркетингових комунікацій, окрім ATL та PR, приділяють увагу розробці та виробництву друкованої продукції для поширення у точках продажу та для роздачі потенційним клієнтам (англ. sales brochures), постерів, вивісок (англ. signs), розробці візуального оформлення презентацій для допомоги продажу (англ. visual aids used in sales presentations), вебконтенту, опису процесу продажу для відповідних спеціалістів (англ. sales scripts), внутрішнього опису продукту (англ. product data sheets), безкоштовного опису продукту для клієнтів (англ. product white papers) — ці рекламні засоби англійською мовою називаються «marketing collateral».
Важливим є дотримання фірмового стилю (англ. corporate identity).
Коли маркетингова комунікація використовується для ринку B2C, головний акцент робиться на продукти та послуги, бренди, на їхньому позиціюванні на ринку. Корпоративна комунікація (англ. corporate communications) робить наголос на самому підприємстві та здебільшого стосується питань управління компанією, злиття та придбання, позовів тощо.

### ATL та BTL
Термін BTL (від англ. Below The Line — «під рискою») найімовірніше виник у компанії «Procter & Gamble». Керівник відділу маркетингу, працюючи над бюджетом, включив усі класичні інструменти просування: рекламу в пресі, на телебаченні та радіо, PR, розробку нової упаковки тощо. Під остаточною сумою бюджету було підведено риску, і лише потім — під рискою — було додано витрати, про які забули, а саме витрати на роздачу безкоштовних зразків товару та на організацію міського свята. Усі класичні інструменти просування, описані у бюджеті «Procter & Gamble» над рискою (англ. above-the-line), отримали назву ATL.

### Реклама
Рекла́ма — це друковане, рукописне, усне або графічне повідомлення про особу, товари та послуги, відкрито опубліковане рекламодавцем й оплачене з метою збільшення обсягів збуту, розширення клієнтури, одержання голосів або суспільної підтримки.
За Ф. Котлером, реклама — це неособистісна форма комунікації, що здійснюється за допомогою платних засобів поширення інформації з чітко зазначеним джерелом фінансування.
Рекламна діяльність (а саме засади рекламної діяльності та відносини, що виникають у процесі виробництва, розповсюдження та споживання реклами) в Україні регулюється Законом України «Про рекламу» № 270/96-ВР від 3 липня 1996 р. з численними змінами і доповненнями (остання редакція — 10 травня 2008 р.). Реклама у цьому законі визначається таким чином: це — спеціальна інформація про осіб чи продукцію, яка розповсюджується в будь-якій формі і в будь-який спосіб з метою прямого або опосередкованого одержання зиску.

#### Рекламоносії (media suports)

##### Друковані ЗМІ (преса або принт)
Реклама у пресі є одним з найефективніших видів реклами:
- рекламна інформація в пресі доступна в будь-який час, тобто завжди є можливість знову перечитати її (що виключено, наприклад, у телевізійній і радіо рекламі);
- рекламний контакт триваліший, ніж в інших рекламоносіях;
- преса сегментована й має свою певну аудиторію (зокрема, існує спеціалізована преса);
- велика ймовірність «віддаленого ефекту», коли процес покупки віддалений у часі від виходу рекламної публікації (оголошення можна вирізати та зберігати протягом певного часу);
- реклама у пресі може бути набагато інформативнішою, ніж в електронних ЗМІ, вона може втримувати увагу набагато довше (рівень запам'ятовування реклами при 100 GRP на телебаченні становить 4 %, у той час як у пресі — 11,5 %, до того ж спостерігається більш високий рівень розуміння рекламного повідомлення).

Серед основних переваг преси можна назвати:
- Доступна вартість рекламної площі;
- Доступність рекламного повідомлення в будь-який час і більша тривалість його дії, а також можливість повторного спрацювання рекламного повідомлення;
- Можливість вибору певної аудиторії читачів;
- Оперативність в розміщенні і, в разі необхідності, можливість зміни змісту реклами;
- Можливість розміщення як в конкретному регіоні, так і в масштабах цілої країни;
- Можливість вибору мови для різних регіонів (при розміщенні матеріалів типу «стаття»);
- Можливість вибору місця на шпальті;
- Високий рівень довіри потенційного споживача до місцевої преси.

Рекламу в пресі умовно можна поділити на дві групи:
- рекламні оголошення та
- публікації оглядово-рекламного характеру, до яких відносяться статті, репортажі тощо — вони містять пряму або непряму інформацію.

Найбільша кількість контактів фіксується у випадку, якщо рекламне оголошення розміщується на:
- обкладинці,
- обкладинці ззаду (остання сторінка),
- другій та третій сторінці,
- на сторінці праворуч угорі (далі пріоритетні місця для розташування реклами є такими — верхня ліва частина сторінки, нижня права частина та нижня ліва частина сторінки).

Реклама в газетах, журналах і спеціалізованих рекламних виданнях — одна з найпоширеніших форм реклами у світі. На друковану рекламу припадає 93 % рекламних видатків у Швеції, 83 — у Нідерландах, 75 — у Німеччині, 64 — у Великій Британії і 53 % — у США. У середньому 87 % читачів газет звертають увагу на рекламу, однак назву торгової марки або логотип помічають лише 34 %. Приблизно 19 % людей читають половину або весь текст рекламного звернення, тобто 44 % тих, що помітили рекламу, знайомляться з її змістом.
Мінімальна ефективна частота контактів, тобто мінімальна кількість контактів за один рекламний цикл, зростає на 20 % при збільшенні рекламної площі макету у 2 рази (з однієї шпальти до двох), зменшується на 30 % при зменшенні площі макету у 2 рази (до половини шпальти), збільшується на 50 % при додаванні 1 кольору (до чорно-білого макета) та на 80 % при додаванні 2 кольорів. Якщо рекламу «жіночого товару» розмістити у секції видання про спорт, увага жіночої аудиторії зменшується до нього на 50 %, якщо рекламу «чоловічого товару» розмістити у новинах моди або у розділі «жіночі історії», увага до неї чоловіків зменшується на 40 %. Якщо реклама розміщена на обкладинці мінімальна ефективна частота контактів збільшується на 30 %, реклама на 2-й та 3-й сторінках обкладинки збільшує ефект уваги на 20 %. У читачів журналів реклама без ілюстрацій практично не викликає зацікавленості.

###### Реклама в газетах
Переваги реклами в газетах:
- на визначеній території небагато конкуруючих між собою місцевих газет, що полегшує вибір ЗМІ;
- місцева газета, як правило, має значний тираж, тобто доходить до більшого числа споживачів, ніж інші місцеві ЗМІ. Типова газета, що займає в місті позиції монополіста, за даними фахівців, доходить до 65 % дорослого населення міста;
- у читача рекламних оголошень у газеті є більше часу на осмислення змісту оголошення, ніж у випадку реклами на радіо чи телебаченні;
- у газетній рекламі можна розмістити карту або план, що покажуть, як дістатися до пункту продажу, а також детальнішу інформацію щодо умов продажу;
- оголошення в газеті можна розмістити за 1-3 дні до виходу, буквально в останню хвилину можна внести зміни в макет;
- розмістити оголошення в газеті простіше та дешевше, ніж в інших ЗМІ. Зробивши один раз оригінал-макет, можна користуватися ним багаторазово.

Недоліки газетної реклами:
- споживачі часто-густо ігнорують газетну рекламу. У газеті певне оголошення розміщується поряд з найрізноманітнішими оголошеннями інших компаній — досить складно виготовити газетне оголошення, що настільки разюче відрізнятиметься від інших, щоб притягати погляд читача;
- читачі газет, як правило, зрілі особистості, що свої пристрасті до тих або інших товарів змінюють менш охоче, ніж аудиторія інших ЗМІ;
- іноді якість друку в газеті буває дуже низькою, через що втрачається якість фотографій, тексту тощо;
- у типового сучасного читача газет менше часу на їхнє читання, ніж у читача минулих років.

###### Реклама у спеціалізованих виданнях
У спеціалізованих галузевих журналах у зв'язку з професіональною зацікавленістю початкова увага до реклами має досить високий рівень — майже 64 % для чотириколірної реклами. Реклама на дві шпальти привертає на 70 % уваги більше, ніж односторінкова, а кольорова на чотири кольори — на 20 % більше, ніж чорно-біла.
Реклама на обкладинці галузевого журналу збільшує мінімальну ефективну частоту контактів на 30 %. Розміщення реклами в край, без полів, веде до збільшення уваги в середньому на 20 %, що зовсім не характерно для часописів споживчого призначення. Реклама у вигляді окремого додатку збільшує увагу на 30 % — це можна пояснити тим, що журнал відкривається саме на тому місці, де розміщені вкладки.

##### Електронні ЗМІ (радіо та телебачення)

###### Телебачення
Див. також Зміни на ринку телевізійної реклами у березні 2009 р. [Архівовано 24 серпня 2014 у Wayback Machine.].
Реклама на телебаченні є однією з головних компонентів великих рекламних кампаній. Незважаючи на високу вартість, телевізійна реклама забезпечує найнижчу ціну одного контакту.
Реклама на телебаченні належить до ефірних медіа, при цьому ефір використовується для передачі інформації, яка практично миттєво сприймається глядачем. Потенційна аудиторія може не тільки чути, але і бачити рекламований товар, а значить, запам'ятовувати рекламований образ товару або послуги. Повторення цього образу разом з мелодією, слоганом тощо робить рекламу ефективнішою.
Переваги реклами на телебаченні:
- миттєве та широке охоплення аудиторії;
- одночасно візуальний та звуковий вплив на глядача;
- можливість вибірково впливати на окрему аудиторію;
- можливість показати глядачеві, як він буде себе почувати, придбавши пропонований продукт або послугу;
- формування довіри до продукту або послуги.

Обмеження телевізійної реклами:
- висока вартість ефірного часу;
- вплив роликів-сусідів на сприйняття;
- існування певної групи людей, які не сприймають блокову рекламу та відразу перемикають канал.

Для створення ефективної відео реклами необхідно дотримуватися деяких правил:
- телереклама повинна з перших секунд контакту з глядачем привертати увагу (правило перших п'яти секунд і останнього слова);
- відеоряд повинен говорити про все, що хоче сказати рекламодавець — картинка набагато пріоритетніше текстового наповнення;
- картинка не повинна дублюватися текстом;
- товарний знак варто подавати на «порожньому» екрані один раз, щоб покупець зміг його запам'ятати;
- існують так звані «телевампіри», які відвертають увагу від товару, що продається, і приковують його до себе, наприклад, діти та привабливі жінки.

Можна виділити три основні форми реклами на телебаченні:
- пряма реклама на ТБ — ролики в рекламних блоках;
- спонсорство — ТБ-реклама, інтегрована в передачу у вигляді рекламних заставок, розміщення логотипу тощо;
- product placement — органічне впровадження ТБ-реклами товару в сюжетну тканину фільму (або будь-якого продукту індустрії розваг).

Основні моделі розміщення телевізійної реклами
Основними моделями розміщення телевізійної реклами є:
- фіксоване розміщення (за кількість роликів та їхній час);
- «розміщення по рейтингах» або «розміщення по GRP».

Головні індикатори телереклами
Gross Rating Point (скорочено GRP, укр. набраний валовий обсяг рейтингу) — показник інтенсивності рекламної кампанії на телебаченні, відповідає кількості контактів на 100 осіб для аудиторії, якій призначено певну кампанію. Наприклад, якщо рекламний ролик виходить з 12:30 до 12:35 на певному каналі, а у цей час цей канал дивиться 18,6 % жінок у віці від 18 до 49 років, і якщо ця таргет-група має можливість подивитися ролик 2 рази (середня повторюваність ролика дорівнює 2), то GRP складе 37,2 для вказаної вище аудиторії.
Частка аудиторії (англ. share) — кількість телеглядачів певної передачі поділене на загальну кількість глядачів, які дивляться ТБ в цей час.
Рейтинг (англ. rating) — кількість телеглядачів з цільової аудиторії, які дивляться передачу, для якої визначається рейтинг, поділена на кількість усіх потенційних телеглядачів, та помножена на 100 %.
Охоплення аудиторії (англ. reach) — число телеглядачів, які бачили рекламу 1 або певну кількість разів, поділене на потенційну аудиторію.
CPC (англ. cost per contact) — вартість контакту. Вартість розміщення одного рекламного повідомлення, поділене на величину потенційної аудиторії.
CPT (англ. cost per thousand) — вартість розміщення одного рекламного повідомлення, поділена на величину потенційної аудиторії рекламоносія та помножена на 1000.
Спорідненість (англ. affinity) — показник цільової аудиторії, що дивиться певну рекламу, відносно всього населення (у відсотках).

###### Радіо
Радіо має такі переваги:
- проникнення (у порівнянні з іншими ЗМІ);
- оперативність;
- вибірковість (будь-який слухач має доступ до великої кількості різних радіопрограм), можливість сегментувати аудиторію за географічним принципом;
- супровід (радіо може супроводжувати людину, яка займається іншими справами; окрім того, слухачі рідше переходять з програми на програму під час рекламних блоків у порівнянні з телебаченням);
- інтерактивність (дозволяє інтерактивність аудиторії через телефонні дзвінки та інтернет);
- вільний доступ (необмежений доступ слухача до тієї чи іншої станції);
- висока якість звуку.

Класифікація рекламних радіороликів
- інформаційний (надані клієнтом відомості, прочитані під музику або у супроводі аудіоспецефектів);
- ігровий (оригінальний текст, найчастіше діалог, у якому 2 або 3 учасники презентують інформацію; містить звукові спецефекти, складніший звукомонтаж);
- музичний (джингл; оригінальна музика, оригінальний текст (вірші до рекламної пісні або римовані фрази з назвою продукту / назвою компанії / слоганом / телефоном), 1-2 професійних акторів або співаків, спецефекти, складний звукомонтаж);
- іміджевий (найчастіше музичний ролик; відсутні телефони, адреси, реклама спрямована лише на торговельну марку, продукт, його запам'ятовуваність і впізнавання).

##### Зовнішня реклама— out-of-home
Зовнішня реклама (англ. out-of-home, рос. наружная реклама) — реклама на вулицях (щити, перетяжки тощо), на фасаді будівель фірм-рекламодавців (вітрина, дашок тощо), а також на транспорті, враховуючи метро.
Юридично зовнішня реклама регулюється законом України «Про рекламу», а також розпорядженнями місцевих адміністрацій. Відповідно до розпорядження Київського міського голови від 5 грудня 2008 р. № 531 «Про питання зовнішньої реклами в м. Києві» у Києві єдиним органом, який правомочний встановлювати порядок розміщення зовнішньо реклами та ухвалювати рішення про видачу дозволів на розташування рекламних засобів, є виконавчий орган Київської міської ради (Київська міська державна адміністрація).
Найбільшим оператором зовнішньої реклами в Україні є компанія BigBoard, її акціонером є другий найбільший світовий оператор зовнішньої реклами «JCDecaux». Прогнозується, що після економічної кризи 2008—2009 рр. на українському ринку залишиться не більше 4-5 найбільших гравців.
Агенції, що спеціалізуються на зовнішній рекламі, в Україні об'єднані в Асоціацію зовнішньої реклами (АЗРУ). Членами «АЗРУ» є такі компанії:
- BigBoard,
- Перехід-Outdoor,
- StröerUkraine,
- Європлакат-Україна,
- Mallis,
- News Outdoor Ukraine,
- Разборн TV,
- Octagon,
- Контракти медіа,
- Краш,
- Довіра аутдор,
- Українська реклама.

Вартість однієї сторони біл-борду влітку 2008 р. становила близько 1,75 тис. грн, оренда двох сторін — 2,7 тис. грн

### Інтернет-маркетинг, цифровий маркетинг, діджитал маркетинг (internet marketing, viral marketing та digital marketing)
Одним з сучасних підходів до маркетингу є комунікація у соціальних мережах (маркетинг у соціальних мережах) або SMM (англ. social media marketing) яка є частиною так званого вірусного маркетингу (англ. viral marketing), яка, по суті, дуже схожа на «рекламу із уст в уста» (англ. word of mouth advertising), та є частиною електронного маркетингу із уст в уста.
Серед соціальних мереж, які використовуються для цього типу комунікації, можна назвати:
- Facebook
- Instagram
- TikTok
- MySpace
- Orkut
- Friendster
- LinkedIn (пошук роботи)
- Mixx
- Stumbleupon
- Reddit
- Twitter
- Google Plus
- Flickr (обмін фотографіями)

Соціальні мережі є одним з втілень інтерактивних можливостей сучасного інтернету (Веб 2.0). Комунікація в соціальних мережах використовує бажання самоідентифікації осіб як членів певної групи. Якщо у класичному інтернет-маркетингу головним завданням є збільшення трафіку сайтів, у соціальних мережах використовується той самий принцип: користувачі залучають нових членів групи (яка найчастіше є нішевою), використовуючи принципи «усної реклами». Таким чином існує можливість створити власну соціальну мережу навколо якогось нішевого товару.
Комунікація у соціальних мережах використовує відомий принцип «шести потисків рук» (англ. 6 degrees of separation), який стверджує, що будь-хто може бути зв'язаний з іншою людиною не більше, ніж з допомогою 6 спільних знайомих. У комунікації у соціальних мережах беруть участь такі особи:
- з'єднувачі (англ. connectors), які мають особливо велику кількість знайомих, яких можуть залучити до соціальної мережі,
- знавці (англ. mavens), які мають здатність розпочати «усну комунікацію»,
- продавці (англ. salespersons), які мають здатність переконувати інших осіб у чомусь.

Цікаво те, що соціальна мережа працює не лише онлайн, але і офлайн. Найцікавіший елемент соціальної мережі — розмови, дискусії (контент, який створюється самими споживачами мережі). Соціальні мережі є, можливо, найдешевшим рекламним засобом для PR.
Приклад досліджень індикаторів інтернет-сайтів — дослідження компанії «Gemius».

##### Пункт продажу
Пу́нкт про́дажу (то́чка про́дажу, мі́сце про́дажу, англ. Point of Sales (скорочено POS або PoS) або Point of Purchase (POP) у США) — місце, де відбувається продаж товару споживачеві.
Рекламні матеріали у пункті продажу або POS-матеріали (англ. Point of Sales materials або POS-materials) — це матеріали, що розміщуються в місцях продажу, привертають увагу споживача і сприяють просуванню бренду або товару — дисплеї, стенди, шелфтокери, воблери, цінники, стоппери, диспенсери, пластикові лотки, прапорці. POS-матеріали відрізняються, наприклад, від телевізійної реклами, яка не має на меті негайної реакції покупця «тут і зараз». Між елементами POS-матеріалів та рекламною кампанією повинен існувати якийсь, як правило, візуальний зв'язок, необхідний для «включення» механізму асоціацій.
Рекламні матеріали у пункті продажу поділяються на тимчасові та постійні. До постійних рекламних матеріалів відносять матеріали, що розміщуються більш ніж на пів року і як правило без встановленого терміну демонтажу чи заміни. Тимчасові матеріали розміщуються зазвичай на термін від 2 тижнів до 2 місяців для підтримки певної маркетингової активності компанії (запуск нового продукту, зміна ціни, промо-акція тощо).
Пункт продажу поділяють на п'ять функціональних зон, у кожній з яких застосовуються свої POS-матеріали:
- зовнішнє оформлення;
- вхідна група;
- торговий зал;
- місце викладення;
- прикасова зона.

Зовнішнє оформлення
Функції зовнішнього оформлення:
- локалізація (для того, щоб потенційний покупець, знайшов або помітив пункт продажу; використовуються комплексне оформлення фасаду, оформлення вітрин, вивіски панель-кронштейни, торцеві брандмауери, тротуарна графіка, виносні конструкції, щити тощо);
- заохочення покупця зайти у пункт продажу, а не пройти повз (зовнішнє оформлення дозволяє покупцю визначити, який тип торгової точки перед ним, які товари тут можуть продавати, яка може бути ціна);
- інформування про наявність у даному пункті продажу певного товару.

При зовнішньому оформленні необхідно враховувати, на якій відстані від місця продажу переміщуватимуться основні потоки потенційних покупців: в одних випадках використовується вся площа вітрини, в інших — нижня третина вітрини. Також використовуються панель-кронштейни (конструкції, які прикріплюються до торця будівлі), світлові і динамічні конструкції, тротуарна графіка (стікер з захищеною поверхнею, який наклеюється на асфальт), штендери (конструкція, яка встановлюється на підлозі безпосередньо перед входом у пункт продажу або вказує напрям до нього), урни і напільні попільнички (для посилення іміджу торгової марки як борця за чистоту і екологію).
Вхідна група
POS-матеріали, що розміщуються у вхідній групі:
- таблички «відчинено/зачинено»,
- стікери з режимом роботи,
- написи «від себе/до себе» або просто рекламні стікери,
- напільні стікери, які розташовані безпосередньо перед або за вхідними дверима («ласкаво просимо»).

Торговий зал
Основна мета розміщення елементів POS-матеріалів у торговому залі — направити покупця до місця викладення товару. Для цього використовуються:
- напільна графіка,
- воблери,
- стікери,
- вимпели,
- годинник з логотипом,
- плакати,
- світлові панно,
- інформаційні модулі з логотипом (наприклад, покажчики поверхів і торгових зон).

Безпосередньо над місцем викладення товару вивішуються:
- світлові короби,
- гірлянди,
- мобайли (рекламні зображення великого формату, як правило, з картону),
- джумби (об'ємні конструкції, що своєю формою повторюють товар).

Місце викладення
Задачею POS-матеріалів на місці викладення є привернення до товару максимальну увагу, допомога у найвигіднішому викладенні товару, інформування про його властивості та пов'язані з ним спеціальні акції.
Увагу до товару дозволяють привернути:
- світлові короби та панно,
- воблери (рекламні зображення, що кріпляться до полиці дисплею або стінки на гнучкій ніжці),
- прапорці,
- стікери.

Викладення товару може здійснюватися здійснювати на:
- екстра-дисплеях,
- в холодильниках,
- скринях, які стоять окремо від стелажа,
- диспенсерах (для експонування невеликих товарів або зразків товарів),
- з застосуванням шелфтокерів і шелфорганайзерів (для виділення торгового ряду товарів одного бренду з кріпленням на торці полиці стелажу або прилавка та для зорового відособлення частини полиці і організації викладення в цій частині).

Коли необхідно експонувати громіздкі товари (меблі або холодильники), то використовуються подіуми, нерухомі або такі, що обертаються.
На місці викладення повинні бути листівки та інші інформаційні матеріали, які розміщені на інформаційних стійках. Для інформації про знижки і промо-акції використовуються стікери та постери.
Прикасова зона
Біля каси розміщуються товари, які можна купити за невеликі кошти, так звані «товари імпульсної покупки». POS-матеріали в прикасовій зоні слугують для експонування та залучення уваги до таких товарів. Такими матеріалами є:
- диспенсери,
- воблери,
- стікери,
- лотки для дрібних грошей,
- світлові короби (з написом «каса»),
- влітку — скрині з морозивом, пивом та прохолоджувальними напоями.

##### Роздатні матеріали, сувенірна продукція
Роздатні матеріали (англ. novelty items) — це матеріали, які використовуються здебільшого у BTL-акціях, для інформування споживачів у пунктах продажу тощо. Швидкість розробки та друку, відносно невелика ціна дозволяє використовувати такі матеріали для акцій стимулювання збуту, розпродажу, відкриття пунктів продажу, івентів тощо.
Найчастіше використовуються:
- флаєри,
- буклети (розміри А5, А4, А3),
- листівки,
- брошури (розміри А6, А5, А4),
- наліпки.

У BTL-акціях, а також у схемах лояльності часто використовується сувенірна продукція:
- поліграфічні сувеніри — кишенькові календарі, конверти, бейджі, квитки, паперові і поліетиленові пакети, сертифікати, грамоти, дипломи, вимпели та прапори, щоденники тощо,
- сувеніри з металу — брелоки, візитниці, запальнички, значки, відкривачки, штопори, ножі, ручки, фляги, ліхтарики, футляри для ручок і чохли, годинники тощо,
- сувеніри з кераміки — попільнички, фляги, чашки та фужери тощо,
- сувеніри з інших матеріалів — гаманці та портмоне, сірники, сумки та портфелі,
- текстильна продукція.

##### Реклама в комп'ютерних іграх
Реклама в комп'ютерних іграх (англ. in-game ad) — відносно новий напрямок реклами. Обсяг ринку ігрової реклами до 2011 року зросте до 971,3 мільйонів доларів. На ньому вже працюють такі компанії, як-от «Double Fusion», «IGA Worldwide», «Mochimedia», «Neoedge Networks» та «Massive Incorporated» («Microsoft»).
Однією з найостанніших концепцій є технологія «Adsense for Games», яка дозволяє інтегрувати відеоролики в комп'ютерні ігри, розроблена рекламною фірмою «Adscape» (належить «Google» з лютого 2007 р.).

### «Маркетинг із уст в уста»
Див. також Word of Mouth Marketing Association [Архівовано 3 лютого 2009 у Wayback Machine.].
Ма́рке́тинг по́голосу, ма́рке́тинг пліто́к, «маркетинг із уст в уста» (англ. Words of mouth marketing,) — заходи з комунікації, які передбачають передачу інформації про торговельну марку або товар індивідуально від однієї людини до іншої (або до певної групи людей) під час розмови, телефонної розмови, у блогах, через електронну пошту, інтернет-фільми тощо.
«Маркетинг із уст в уста» є однією з найефективніших форм стимулювання збуту, оскільки споживачі зазвичай більше довіряють позитивній характеристиці товару від своїх знайомих, людей свого кола.
Приклади «маркетингу із уст в уста»:
- Evangelist marketing — заходи з маркетингу, які передбачають формування такої довіри у клієнта до товару, що клієнт з власної волі починає переконувати інших споживачів купити цей товар.
- Вірусний маркетинг (англ. viral marketing) — створення веселих і цікавих повідомлень, які позитивно сприймаються споживачами. Часто це повідомлення, що розсилаються електронною поштою, або інтернет-фільми.
- Блогінг (англ. Brand blogging) — створення блогів та участь у блогосфері, обмін цінною інформацією між учасниками блогінгу.
- Community marketing — створення та підтримка нішевих цільових груп (спільнот), яких може зацікавити певна торговельна марка (групи користувачів, фан-клуби, інтернет-форуми тощо).
- Product seeding (дослівно — укр. сіяння товару) — надання товару — часто безкоштовно — впливовим людям (представникам влади, журналістам, відомим блоґерам тощо).
- Cause marketing — заохочення обговорення соціальних питань, щоб отримати підтримку людей, які вважають це питання в важливим.
- Trendsetting — створення моди для заохочення споживання товарів та певних брендів, заохочення готовності наслідувати приклад інших людей — законодавців моди; часто стосується одягу, гаджетів, способу життя тощо.

### Бренд, брендинг
Див. також Бренд, Управління брендом (Бренд-менеджмент)
Бренд — це уявні образи товару, збережені в пам'яті зацікавлених груп споживачів. Бренд виконує функцію ідентифікації та диференціації, він визначає поведінку споживача під час вибору товару (продуктів та послуг).
Бре́ндинг — це діяльність зі створення тривалої прихильності до товару на основі спільного впливу на споживача рекламних повідомлень, товарної марки, пакування, матеріалів для стимулювання збуту та інших елементів комунікації, об'єднаних певною ідеєю та фірмовим оформленням, які виокремлюють товар серед конкурентів і створюють його образ. Брендинг об'єднує творчі зусилля рекламодавця, рекламної агенції, торгових фірм та посередників у широкомасштабному впливові на свідомість споживача бренд-іміджу — персоніфікованого позитивного образу торговельної марки на основі науково обґрунтованих висновків маркетингових досліджень. На думку Девіда Огілві, «товаровиробник, який присвячує свою рекламу створенню найсприятливішого образу і відмінності свого бренду від конкурентів, завоює найбільшу частку ринку і довго одержуватиме максимальний прибуток».
Брендинг допомагає:
- підтримувати запланований обсяг продажу на конкретному ринку і реалізовувати на ньому довгострокову програму зі створення та закріплення у свідомості споживачів образу товару або товарної групи;
- забезпечити збільшення прибутковості внаслідок розширення асортименту товарів і знань про їхні загальні унікальні якості, впроваджуваних за допомогою колективного образу;
- передати в рекламних матеріалах і кампаніях культуру країни, регіону, міста, де виготовлений товар, врахувати запити споживачів, для яких він призначений, а також особливості території, де він продається;
- використовувати три фактори, важливі для звернення до рекламної аудиторії: історичні корені, національний менталітет, нинішні реалії і прогнози на перспективу.

Бренд-менеджмент (управління брендом) залежить від вміння рекламодавця і рекламної агенції працювати з інтелектуальною власністю, товарними знаками, дизайном і текстами.
Ідентифікація торгової марки в процесі рекламного контакту необхідна для досягнення першої комунікативної мети брендингу — створення поінформованості. Поінформованість може виражатися у двох формах: популярність торгової марки та згадування про неї.
При створенні поінформованості використовується принцип кодування, сформульований психологом Енделем Тулвінгом (естон. Endel Tulving): «успішне відтворення (в пам'яті) залежить від збігу інформації, закодованої під час запам'ятовування, з інформацією, яка існує на час її відтворення», тобто якщо споживачеві необхідно впізнати упаковку товару, то реклама повинна чітко показати товар у фірмовій упаковці серед аналогічних товарів відповідної категорії (так, як він побачить товар у магазині).
Найдорожчими брендами у світі є такі: За рейтингом «Forbes» у 2012 р. (лише компанії, присутні у США):
- Apple — 87 млрд $
- Microsoft — 55 млрд $
- Coca-Cola — 50 млрд $
- IBM — 49 млрд $
- Google — 38 млрд $
- McDonald's — 37 млрд $
- General Electric — 34 млрд $
- Intel — 32 млрд $
- BMW — 26 млрд $
- Cisco — 26 млрд $

За рейтингом «Interbrand» у 2012 р.:
- Coca-Cola — 78 млрд $
- Apple — 77 млрд $
- IBM — 76 млрд $
- Google — 70 млрд $
- Microsoft — 58 млрд $
- General Electric — 44 млрд $
- McDonald's — 40 млрд $
- Intel — 39 млрд $
- Samsung — 33 млрд $
- Toyota — 30 млрд $

### Прямий маркетинг
Прямий маркетинг (англ. direct marketing) — вид маркетингу, який використовує засоби реклами для прямого звернення до потенційного споживача для досягнення відгуку без втручань роздрібної торгівлі або персонального продажу.
Прямий маркетинг — інтерактивна система маркетингу, яка використовує один або кілька засобів реклами для того, щоб викликати реакцію, яку можна виміряти, і/або укладання угоди в будь-якому місці.
Основні риси прямого маркетингу
- прямий маркетинг — інтерактивна система;
- за прямого маркетингу чітко визначено механізм відгуку споживача на пропозицію;
- обмін між покупцем і продавцем, не обмежений роздрібним магазином або торговим агентом;
- вимірюваність відгуку;
- наявність бази даних про споживачів.

База даних (англ. data base) — списки споживачів з інформацією, яка допомагає визначити і поділити на сегменти тих споживачів, які, найімовірніше, створять ринок для конкретного товару. Інформація бази даних включає імена та прізвища, адреси, номери телефонів, демографічні і психографічні дані потенційних споживачів.
Основні форми прямого маркетингу включають: пряму поштову розсилку, маркетинг за каталогами, телемаркетинг, телевізійний маркетинг негайного відгуку та купівлі в інтерактивному режимі, маркетинг з відеокабіни.
Пряма поштова розсилка — пропаганда товарів і послуг за допомогою листів та інших рекламних матеріалів і використання для таких цілей поштових послуг.
Основні риси прямої поштової розсилки:
- виборність;
- гнучкість.

Переваги прямої поштової розсилки:
- Можна націлити безпосередньо на конкретних осіб або конкретні ринки зі збереженням кращого контролю за її здійсненням, ніж це можливо в інших засобах реклами.
- Може бути особистого характеру.
- Індивідуальне звернення одного рекламодавця.
- Не зв'язана обмеженнями місця і формату.
- Надає більше можливостей під час вибору матеріалів і процесів виробництва.
- Дає змогу додавати елементи новизни і реалізму в інтерпретацію ідеї рекламодавця.
- Виробництво прямої реклами може бути організовано відповідно до потреб власного оперативного графіка рекламодавця.
- Піддається контролю за допомогою конкретних дослідницьких завдань під час охоплення невеликих груп отримувачів для тестування ідей, мотивів, реакцій.
- Може бути розповсюджена в точні терміни і відправлення, і отримання матеріалів.
- Завдяки прийомам спонукання до дії, недоступних для інших засобів реклами, надає читачеві ґрунтовнішу базу для дій або здійснення купівлі.

Через розповсюдженість спаму, важливою частиною у маркетингу є не лише розсилка як така, але й перевірка, що повідомлення були отримані й відкриті отримувачем. Для цього використовується відстеження електронної пошти. Різними способами служба розсилки перевіряє надіслані електронні листи, визначаючи, скільки з них було доставлено, скільки відфільтровано спам-фільтрами, скільки відкрито або видалено без відкриття.
Основні форми прямої поштової розсилки:
- листи,
- проспекти,
- великоформатні листівки,
- буклети,
- брошури,
- відправлення-конверти,
- поштові картки,
- каталоги,
- фірмові журнали,
- друковані сувеніри,
- візитівки,
- бланки-замовлення,
- запрошення,
- програми,
- торгові, наукові та інформаційні бюлетені,
- діаграми, графіки, схеми,
- плакати,
- збільшені репродукції,
- купони,
- календарі,
- зворотні картки і конверти,
- відбитки і передруки,
- нагадування,
- прейскуранти,
- торгово-довідникові порадники.

Телемаркетинг — вид маркетингу, за якого для вступу в особистий контакт з покупцем використовують телефон.
Основні характеристики телемаркетингу:
- телемаркетинг базується на особистому контакті;
- людський голос (найпереконливіший з усіх інструментів спілкування);
- телефонні розмови характеризуються взаємністю.

### Продакт-плейсмент
Продакт-плейсмент або прихована реклама (англ. product placement, дослівний переклад — «розміщення продукції») — рекламний прийом, який полягає в тому, що реквізит у фільмах, телевізійних передачах, комп'ютерних іграх, музичних кліпах або книгах має реальний комерційний аналог. Зазвичай демонструється сам рекламований продукт або його логотип, або згадується про його позитивні якості.

### Зв'язки з громадськістю (public relations)
Основна стаття: Зв'язки з громадськістю
В Україні є 2 громадські PR-об'єднання: Українська асоціація для зв'язків з громадськістю та Українська PR-ліга для зв'язків з громадськістю (PR-ліга).
Нижче наведено приклад рейтингу PR-агенцій з кількістю згадувань у ЗМІ за тиждень (грудень 2007 р.):
| №    | Назва компанії                | Кількість згадувань |
| ---- | ----------------------------- | ------------------- |
| 1    | Starget                       | 67                  |
| 2    | CLEVER Group                  | 43                  |
| 3    | Mainstream Communication      | 41                  |
| 4    | Raffinade communications      | 35                  |
| 5    | Publicity Creating            | 33                  |
| 6    | Радник                        | 30                  |
| 7-8  | ideabox momentum              | 29                  |
| 7-8  | the PBN Company               | 29                  |
| 9-10 | Бюро Маркетингових Технологій | 27                  |
| 9-10 | PRP Ukraine                   | 27                  |

З великих PR-агенцій слід згадати також такі: SPN Ogilvy PR, PRP, NobletMedia CIS (колишня Imageland Ukraine), Mmd, «Михайлов и Партнеры — Украина», Pleon Talan, PR-Service, PRT Communication Group, Romyr&Associates Ukraine, Willard Group та інші.
За даними спеціалізованого інтернет-ресурсу про зв'язки з громадськістю в Україні ProPR, влітку 2009 року в країні функціонувало більше шести десятків PR-агенцій::
- Adolf Meyer Agency
- Almeida group
- Angel Publicity
- APRIORI
- Bohush Communications
- CLEVER Group
- Defense
- FRESHPR
- Gribacheva Art Connect
- Hoshva PR
- ideabox momentum
- Ideology
- Insight Consulting
- Jumbo PR&BTL
- Kiev Leading Media Group
- Mainstream Communication & Consulting
- Mmd
- MTI Consulting
- NobletMedia CIS
- Nords PR Ukraine
- O2 Public Relations
- On Board PR/ECCO International Communications Network
- Open Mind
- OVERBRAND
- OVOD public relations
- The PBN Company — Ukraine
- People Republic
- PiaRt
- Pillar PR
- Pleon Talan
- PR i Z
- PRmedia
- PRojecto
- Pro-Vision Communications
- PRP Украина
- PR-Service
- PRT
- PRtime
- PSV Advertising
- Publicity Creating
- PURПУР Group
- Raffinade communications
- Romyr&Associates Ukraine
- SPN Ogilvy PR
- Starget
- STARS AGENCY
- TABASCO
- Willard PR
- Бизнес Коммуникации
- Бюро Маркетинговых Технологий
- Джи Ай Ви Креатор
- Маркетинг Эксперт
- Медиа-сезон
- Михайлов и Партнеры Украина
- ПР Квадрат
- Радник
- Формула Успеха
- Четвертый Рим

### Спонсорство
Див. Спонсорство.
Спо́нсорство (спонсорінг, англ. underwriting, sponsoring) — добровільна безприбуткова участь фізичних та юридичних осіб у матеріальній підтримці благодійної діяльності з метою популяризації винятково свого імені (назви), торгової марки.

### Мерчандайзинг
Мерчандайзинг — комплексний метод управління поведінкою покупців для позиціювання товарів, зміни структури обороту на користь прибуткових марок тощо. Мерчандайзинг не тільки сприяє збільшенню прибутку і обсягу продажу на рівні пункту продажу, але також дозволяє створювати нові комбінації товарів і товарних груп, а також підвищувати лояльність покупців.

### Медіапланування
Медіапланування є підбором найефективніших ЗМІ, послідовності та частоти їхнього використання для організації рекламної кампанії. Головним етапом медіапланування є розробка медіаплану, включаючи розрахунок бюджету рекламної кампанії.
Етапи медіапланування:
- Визначення пріоритетних каналів комунікації для заданої цільової аудиторії,
- Визначення оптимальних значень показників ефективності медіа:
  - сума рейтингів всіх рекламних виходів, що її розраховують для цільової групи (ЦА),
  - сумарна кількість контактів (GRP),
  - середня частота контактів цільової групи,
  - вартість однієї тисячі контактів тощо (CPT),
- Розподіл виходів рекламних повідомлень на період кампанії,
- Формування бюджету,
- Аналіз результатів.

### Медіа-баїнг
Медіа-баїнгом в Україні займаються як спеціалізовані агенції, «сейлз-хаузи», так і агентства повного циклу: AITI, IP Kyiv, Post Media, Publicitas Ukraine, Nostra Communications Group тощо.

#### Найбільші медіа-агентства України
Відповідно до рейтингу Всеукраїнської рекламної коаліції, у 2008 р. найбільшими медіа-баїнговими агенціями стали «МедіаВест», «Mindshare» та «ZenithOptimedia».

### «Сейлз-хаузи»
Найбільшими «сейлз-хаузами» (укр. будинки продажу) України є:
- «Інтер-реклама» (група «Інтер»)
- «Відмінна реклама» (група «Інтер»)
- «Стиль С+» (група «Інтер»)
- «Пріоритет» — у 2007 р. продавав рекламні можливості каналів «Студія 1+1», ТЕТ, РТР, «Кіно», «Сіті», раніше обслуговував НТН, «Тоніс» та НТКУ. У 2008 р. протягом 2 місяців представляв «MTV Україна». У 2009 канал 1+1 розірвав з ним контракт і сейлз-хаус був вимушений піти з ринку.
- «Сфера-ТВ» — ТРК «Україна», CITI, Real Estate, MTV Україна.

Перші 3 «сейлз-хаузи» обслуговують такі канали:
- група «Інтер» («Інтер», НТН, К1, К2, «Мегаспорт», «Ентер-фільм», «Ентер-мьюзік»),
- канали холдингу Віктора Пінчука (СТБ, Новий канал, ICTV, М1) та
- деякі інші («Первый канал. Всемирная сеть», ТОНІС)[37].

Першим «сейлз-хаузом» інтернет-реклами в Україні у вересні 2008 р. став First Internet Sales House (FISH). Головними майданчиками FISH є Yandex.ua, UA-football.com, IT news.com.ua, tab.net.ua, C8network, Sostav.ua, Bankstore.com.ua, Expert.com.ua, UAclub.net, Djerelo.com, Proza.com.ua. За 2 місяці роботи досягнено домовленості про співробітництво з усіма провідними агенціями, які працюють у сфері інтернет-реклами: Adwork, adPro, Brainberry, Echo, MI 6, ITCG, TMGU, Mediacom, Internet Expert, Go2Net тощо.

## Відділ маркетингу
Кінцева мета роботи маркетингового підрозділу — підпорядкованість усієї господарської та комерційної діяльності підприємства законам існування та розвитку ринку.
Маркетингові відділи займаються:
- аналізом ринкових ситуацій;
- вивченням тенденцій розвитку ринку;
- прогнозуванням обсягів продажу;
- вивченням покупців;
- вивченням каналів товарообігу, збуту, методів продажу;
- підготовкою рекомендацій для підрозділу щодо просування, спільно з керівництвом збутового підрозділу координацією їхніх дій і дій збутової мережі;
- визначенням часу, коли необхідно виводити на ринок нові товари та знімати з виробництва стару (малоприбуткову) продукцію;
- координацією дій технічних підрозділів, що займаються створенням нових товарів, які користуються попитом у споживача;
- контролем діяльності підприємства, яке впливає на споживчу поведінку щодо придбання товарів підприємства;
- розробленням бюджету маркетингу;
- плануванням заходів, пов'язаних з роботою з іміджем підприємства.

Служба (відділ) маркетингу:
- повинна відповідати особливостям діяльності підприємства,
- її структура повинна відображати особливостей діяльності підприємства,
- повинна мати функціональні підрозділи всередині служби,
- повинна мати структуру, що постійно перебуває в розвитку(змінюється оточення, цілі фірми, досвід роботи компанії на ринку — відповідно змінюється і структура).

Десять порад за Ф. Котлером при створенні відділу маркетингу:
- Переконати керівництво в необхідності орієнтації на споживача.
- Призначити керуючого вищого рівня з маркетингу і створити групу з вирішення маркетингових питань.
- Отримати допомогу зовні (консультаційна допомога).
- Змінити систему заохочень.
- Найняти талановитих маркетологів.
- Розробити міцні навчальні маркетингові програми.
- Впровадити сучасну систему маркетингового планування.
- Встановити порядок щорічного заохочення маркетинговою діяльністю.
- Розглянути перехід від орієнтації на продукт до орієнтації на ринок.
- Від відділів перейти до процесів і результатів.

### Критерії ефективності маркетингових відділів
| Функції маркетингових відділів                                               | Показники ефективності діяльності маркетингових відділів            |
| ---------------------------------------------------------------------------- | ------------------------------------------------------------------- |
| Маркетингові дослідження                                                     | Прибуток, обсяг продажу (в грошовому та натуральному вигляді)       |
| Прогнозування обсягу продажу                                                 | Обсяг продажу                                                       |
| Планування виробничої стратегії та випуску продукції                         | Обсяг продажу                                                       |
| Розробка нових продуктів і вдосконалення тих, що випускаються                | Обсяг продажу                                                       |
| Ціноутворення                                                                | Частка ринку, прибуток                                              |
| Упаковка, вибір торгової марки                                               | Збільшення обсягу продажу                                           |
| Товарні запаси                                                               | Кількість оборотів товарних запасів, оборот товарних запасів у днях |
| Розподіл товарів                                                             | Обсяг продажу                                                       |
| Стимулювання продажу                                                         | Збільшення обсягу продажу                                           |
| Збут продукції — підтримка зацікавленості працівників маркетингових відділів | Обсяг продажу                                                       |
| Реклама                                                                      | Збільшення обсягу продажу                                           |

## Розвиток маркетингу в Україні
Маркетинг в Україні як напрямок бізнесу та повноцінна наукова дисципліна з'явився наприкінці 1980-х. Зі здобуттям у Україною незалежності та активним впровадженням ринкових механізмів господарювання постала об'єктивна необхідність реформування її народного господарства.

### Наукова школа
Перша кафедра маркетингу у вищих навчальних закладах Радянського Союзу, була створена 1989 року у Львівській комерційній академії, аі згодом відкрито спеціальність „Маркетинг" на стаціонарній і заочній формі навчання, ліцензування і акредитацію підготовки маркетологів на освітньо-кваліфікаційних рівнях бакалавра, спеціаліста і магістра.
Першим вищим навчальний державним закладом України, де почали викладати маркетинг згідно робочої навчальної програми, затвердженої Міністерством освіти та науки України став Київський національний економічний університет та в подальшому почали проводити круглі столи та конференції для практиків. 
У період 1994—2007 рр. існувала «Школа маркетингу Віктора Кардаша». Створена Перша міжвузівська наукова конференція з маркетингу для студентів та аспірантів. ВУЗами-співорганізаторами якої виступили: Київський національний економічний університет, Херсонський державний технічний університет, Харківський державний економічний університет, Львівська комерційна академія.

### Осередки та асоціація маркетингу
- 20 лютого 1997 р. — заснування Української асоціації маркетингу («УАМ») при Київському національному економічному університеті,
- 2000 р. — створення при УАМ Клубу директорів дослідницьких агентств,
- з 2003 р. — проведення щорічного Всеукраїнського форуму «Промисловий Маркетинг», основним завданням якого є розвиток маркетингу для сектору В2В та запровадження сучасних маркетингових технологій у діяльність промислових підприємств (спонсори — «Сіменс Україна» та «Єврокар»),
- з 2004 р. — початок видання «Інформаційного бюлетеня» УАМ, потім його поступове перетворення на «Маркетинг-газету»,
- 2005 р. — УАМ стала офіційно членом Європейської асоціації з досліджень громадської думки та ринкових досліджень (ESOMAR),
- з 2005 р. — УАМ стала членом Європейської Маркетингової Конфедерації.

### Видання в Україні
- Marketing Media Review (видавництво «Економіка»)
- «Маркетинг и реклама» (Студцентр)
- «Маркетинг в Україні» (УАМ)
- «Новый маркетинг» (Агенція «Стандарт»)
- PR-менеджер (Менеджмент — XXI)

### Українською
- Маркетинг: навч. пос. / В. В. Липчук, Р. П. Дудяк, С. Я. Бугіль, Я. С. Янишин. — Львів: «Магнолія 2006», 2012. — 456 с.
- Маркетинг (I. Навчальний посібник. II. Збірник вправ) / Л. А. Мороз, Н. І. Чухрай; Держ. ун-т «Львів. політехніка». Ін-т підвищ. кваліфікації та перепідгот. кадрів. — Л., 1999. — 243 c. — Бібліогр.: 25 назв.
- Маркетингова інформація: підручник / Є. В. Крикавський, О. В. Дейнега, І. О. Дейнега та ін. ; М-во освіти і науки України, Нац. ун-т «Львів. політехніка». — Львів: Вид-во Львів. політехніки, 2014. — 412, [4] с. : іл. — (Серія «Світ маркетингу і логістики» ; вип. 6). — Бібліогр.: с. 321—323 (41 назва). — ISBN 978-617-607-571-4
- Маркетингова цінова політика / Дугіна С. І. — К.: КНЕУ, 2002.
- Маркетинг: Підручник для студ. вищ. навч. закл. Ч. 1 / С. В. Скибінський; Львів. комерц. акад. — Л., 2000. — 640 c. — Библиогр.: 143 назв.
- Маркетинг: Підручник / В. Руделіус, О. М. Азарян, Н. О. Бабенко та ін: Ред.-упоряд. О. І. Сидоренко, Л. С. Макарова. 2-е вид. — К.: Навчально-видавничий центр «Консоріцум із удосконалення менеджемнт-освіти в Україні» [Архівовано 8 березня 2022 у Wayback Machine.], 2008. — 648 с.
- Маркетинг: підруч. для студ. вищ. навч. закл. / Л. А. Мороз, Н. І. Чухрай ; за ред. Л. А. Мороз ; М-во освіти і науки України. — 4-те вид., без змін. — Л. : Інтелект-Захід, 2009. — 244 с. : іл. — Бібліогр.: с. 239—240 (30 назв). — ISBN 978-966-7597-74-0
- Маркетинг: Підручник / Гаркавенко С. С. — К.: Лібра, 2002. — 712 с.
- Маркетинг: Ситуаційні вправи / За ред . Н. Головкіної. — К.: Студцентр, 2002. — 192 с.
- Пинчук Н. С. та ін. Інформаційні системи і технології в маркетингу. — К.: КНЕУ, 1999.
- Промисловий маркетинг: Підруч. для студ. екон. спец. / Є. В. Крикавський, Н. І. Чухрай; Нац. ун-т «Львів. політехніка». — 2-е вид. — Л., 2004. — 471 c. — Бібліогр.: 49 назв.
- Робінс С., Де Ченцо Д. Основи менеджменту / Пер. з англ. А. Олійник та ін. — К.: Основи, 2002. — 671 с.
- Стратегічний маркетинг: навч. посіб. / Є. В. Крикавський, Л. І. Третьякова, Н. С. Косар ; М-во освіти і науки, молоді та спорту України, Нац. ун-т «Львів. політехніка». — 2-ге вид. — Л. : Вид-во Львів. політехніки, 2012. — 256 с. : табл. — (Серія «Світ маркетингу і логістики» ; вип. 3). — Бібліогр.: с. 230—232 (43 назви). — ISBN 978-617-607-353-6
- Торгівля, маркетинг, реклама: термінол. словник / А. Г. Загородній, Г. Л. Вознюк, І. М. Комарницький ; М-во освіти і науки, молоді та спорту України, Нац. ун-т «Львів. політехніка». — Л. : Вид-во Львів. політехніки, 2011. — 312 с. — Бібліогр.: с. 305—309 (78 назв). — ISBN 978-617-607-066-5 : 6
- Цінова політика підприємства / Корінєв В. Л. — К.: КНЕУ, 2001.

### Російською
- Армстронг Г., Котлер Ф., Введение в маркетинг (Marketing: An Introduction), 8-е изд, М., издательство «Вильямс», 2007, 832 стор., ISBN 0-13-186591-9 (рос.)
- Бронникова Т. С., Чернявский А. Г. Учебное пособие. Таганрог: Изд-во ТРТУ, 1999. (рос.)
- Куртц Д.Четыре эры в истории маркетинга [Архівовано 19 жовтня 2008 у Wayback Machine.] // Наука о рекламе. (рос.)
- Котлер Ф., Вероника Вонг, Джон Сондерс, Гари Армстронг, Основы маркетинга, 4-е европейское издание (Principles of Marketing: European Edition 4th), М., издательство «Вильямс», 2007, 1200 стор., ISBN 0-273-68456-6 (рос.)
- Котлер Ф. Основы маркетинга [Архівовано 2 липня 2008 у Wayback Machine.]. — М.: «Прогресс», 1991. (рос.)
- Ламбен Ж.-Ж. Стратегический маркетинг [Архівовано 12 жовтня 2008 у Wayback Machine.] (рос.)
- Маркетинг: учебник для вузов/Г. Л. Багиев, В. М. Тарасевич, Х.Анн; Под общ. ред. Г. Л. Багиева.-М.:ОАО «Изд-во „Экономика“», 2001. — 703 с. (рос.)
- Сэндидж Ч. И. Реклама: теория и практика. — М.: Прогресс, 1989. — 620 с. (рос.)
- Траут, Джек. 22 Непреложных закона маркетинга (рос.)
- Эл Райс, Джек Траут. Маркетинговые войны. (рос.)
- Эванс Дж. Р., Берман Б. Маркетинг. — М.: Экономика, 1990. — 350 с. (рос.)
- Э. А. Уткин Банковский маркетинг, М.:Инфра-М, 1995
- Андреев Н. Обострение банковского кризиса // Маркетинг, № 5 1997
- Маркова В. Маркетинг услуг, М.:Инфра-М,1995
- Ассэль, Генри. Маркетинг: принципы и стратегия: Учебник для вузов. — М.: ИНФРА — М, 1999. — 804 c.
- Багиев Г. Л., Тарасевич В. М., Анн Х. Маркетинг: Учебник для вузов / Под общ. ред . Г. Л. Багиева. — М.: Экономика, 1999. — 703 c.
- Вайсман А. Стратегия маркетинга: 10 шагов к успеху. Стратегия менеджмента: 5 факторов успеха / Пер. с нем. — М.: Интерэксперт, Экономика, 1995. — 344 с.
- Дайан А., Букерель Ф., Ланкар Б. Академия рынка: Маркетинг / Пер. с фр. — М.: Экономика, 1993.
- Диксон Питер Р. Управление маркетингом / Пер. с англ.; Под общ. ред. Ю. В. Шлёнова. — М.: Бином, 1998. — 556 с.
- Дойль П. Менеджмент: Стратегия и тактика. — СПб: Питер, 1999. — 560 с.
- Идрисов А. Б., Картышев С. В., Постноков А. В. Стратегическое планирование и анализ эффективности инвестиций. — М.: Филинь, 1996. — 276 с.
- Карлоф Б. Деловая стратегия. Концепция, содержание, символы. — М.: Экономика, 1991.
- Ламбен, Жан-Жак. Стратегический маркетинг. Европейская перспектива / Пер. с фр. — СПб: Наука, 1996. — 359 с.
- Основы маркетинга / Ф. Котлер, Г. Армстронг, Д. Сондерс, В. Вонг; Пер. с англ. — 2-е европ. изд. — М.: Издательский дом «Вильямс», 1998. — 1056 с.
- Портер М. Международная конкуренция / Пер. с англ. — М.: Международн. отношения, 1993. — 896 с.
- Ф. Котлер, Г. Армстронг, Д. Сондерс, В. Вонг. Маркетинг менеджмент. — СПб: Питер Ком, 1998. — 896 с.